# Koleje Mazowieckie

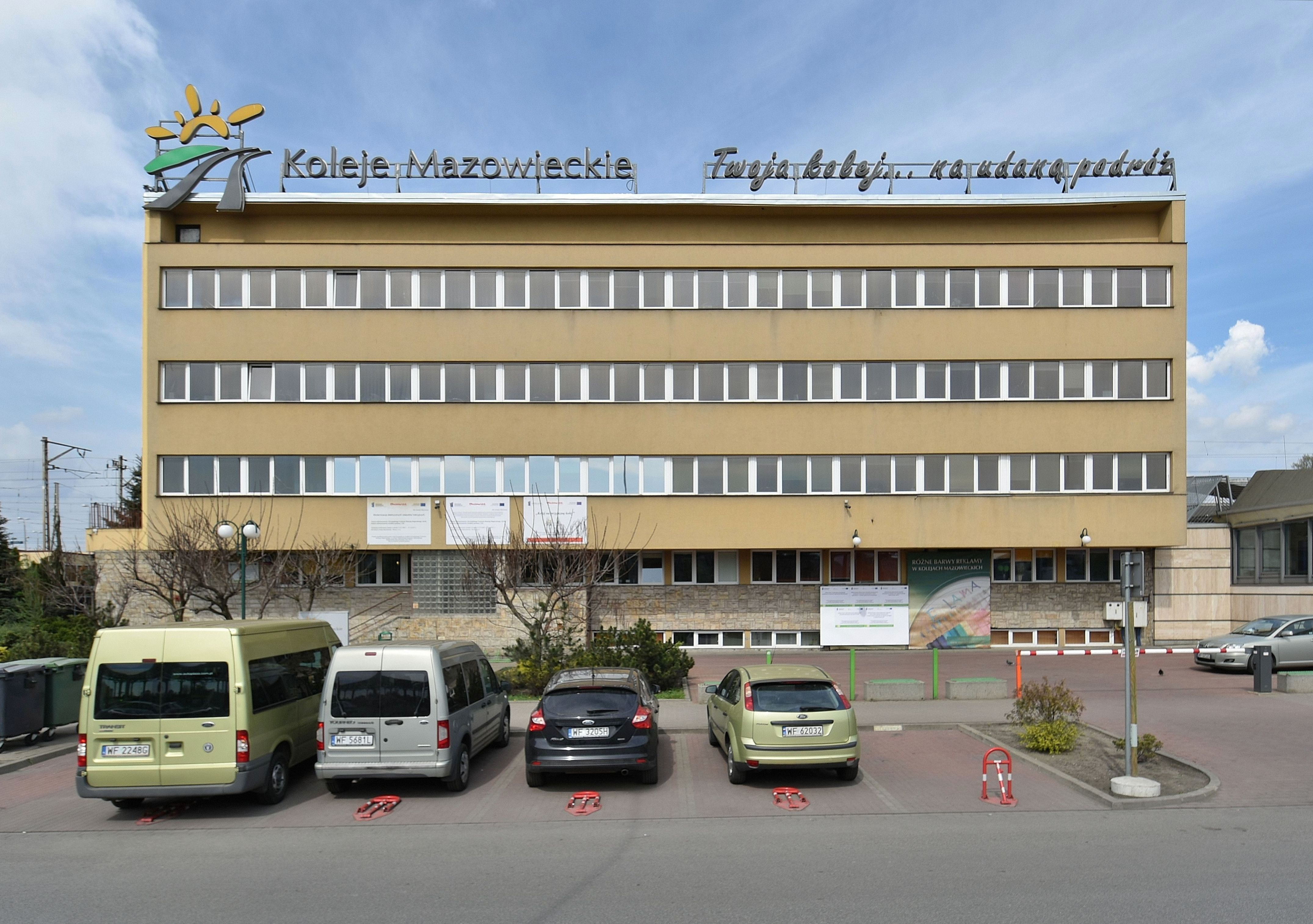
Siedziba Kolei Mazowieckich

Koleje Mazowieckie (identyfikator literowy – KMKOL) – spółka pasażerskich przewozów kolejowych utworzona wspólnie przez samorząd województwa mazowieckiego oraz Przewozy Regionalne Sp. z o.o. (obecnie bez udziałów), w drodze wydzielenia z tejże spółki jej dotychczasowego mazowieckiego zakładu. Spółka jest członkiem Związku Pracodawców Kolejowych.

## Historia
29 lipca 2004 Koleje Mazowieckie powstały jako spółka samorządu województwa (51% udziałów) i PKP Przewozów Regionalnych (49% udziałów). 1 stycznia 2005 przewoźnik rozpoczął działalność przewozową.
Samorząd województwa dzierżawił tabor od PKP. Później PKP Przewozy Regionalne sprzedały samorządowi swoje udziały pozostawiając sobie 5%. W listopadzie 2007 samorząd województwa zdecydował się wykupić od PKP PR resztę udziałów oraz tabor – 184 sztuki elektrycznych zespołów trakcyjnych. Od 2008 Koleje Mazowieckie są w 100% własnością samorządu województwa mazowieckiego.
Zarząd spółki mieści się w budynku przylegającym do hali podmiejskiej dworca PKP Warszawa Wschodnia, przy ul. Lubelskiej 26. W 2015 roku zakupiono pięciopiętrową siedzibę na Powiślu, przy ulicy Solec 57. W połowie 2015 roku rozpoczęto jej remont – koszt inwestycji wyniósł 12,1 mln złotych. Pierwotnie remont miał zakończyć się w listopadzie 2016, jednakże z powodu zerwania umowy z wykonawcą i problemami ze znalezieniem nowego inwestycja nie została ukończona. Nie zapadła jeszcze decyzja, czy pomieszczenia w biurowcu na Lubelskiej 26 nadal będą użytkowane – w 2021 roku KM próbowało sprzedać budynek, jednakże nikt nie zgłosił się do przetargu.

## Działalność

### Przewozy
W 2023 Koleje Mazowieckie przewiozły łącznie ponad 61,5 mln pasażerów, wykonując pracę eksploatacyjną liczącą 19,7 miliona pociągokilometrów – będąc w pierwszej trójce przewoźników w obu tych kategoriach.

### Bilety

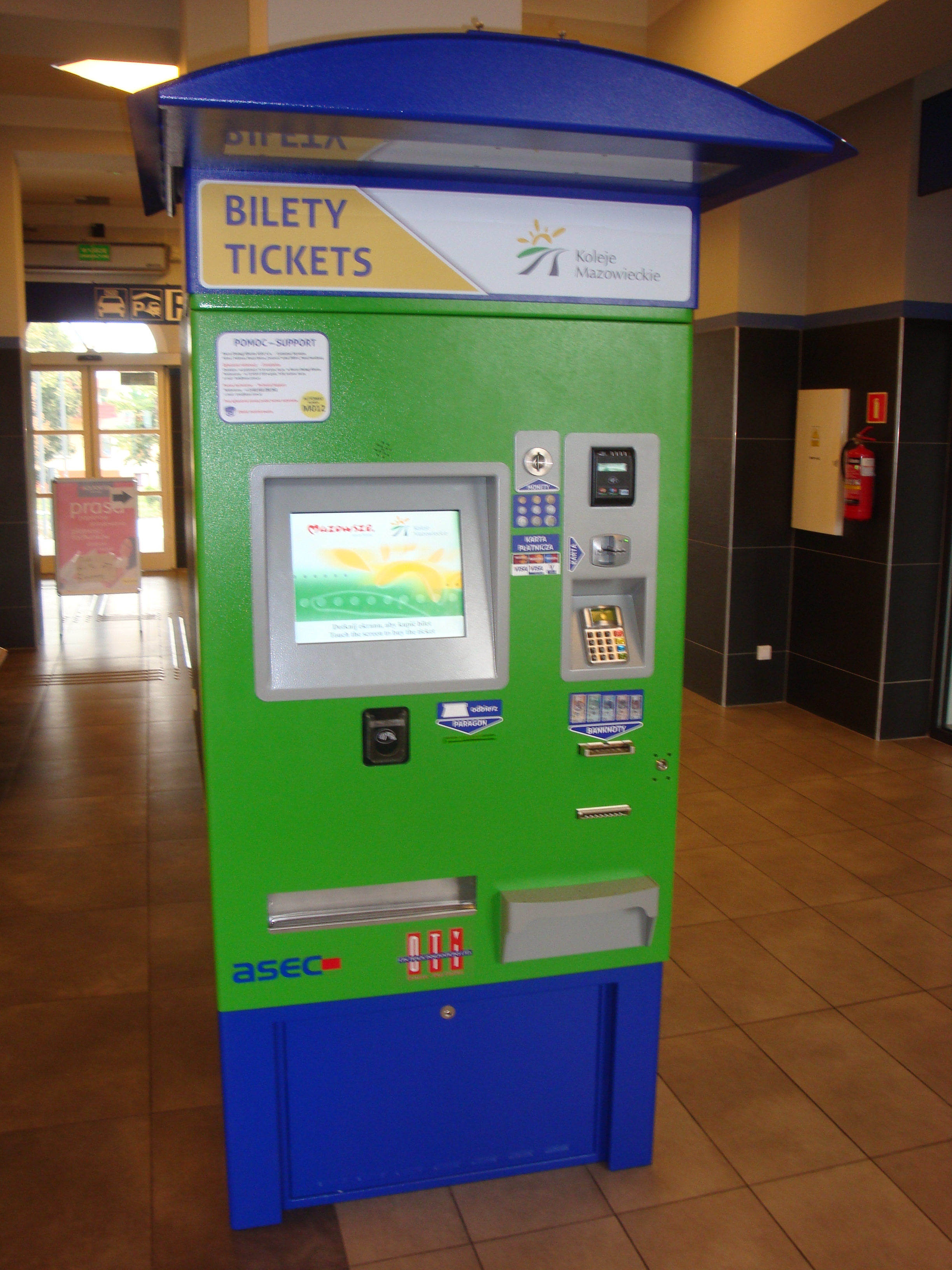
Biletomat Kolei Mazowieckich na dworcu w Kutnie

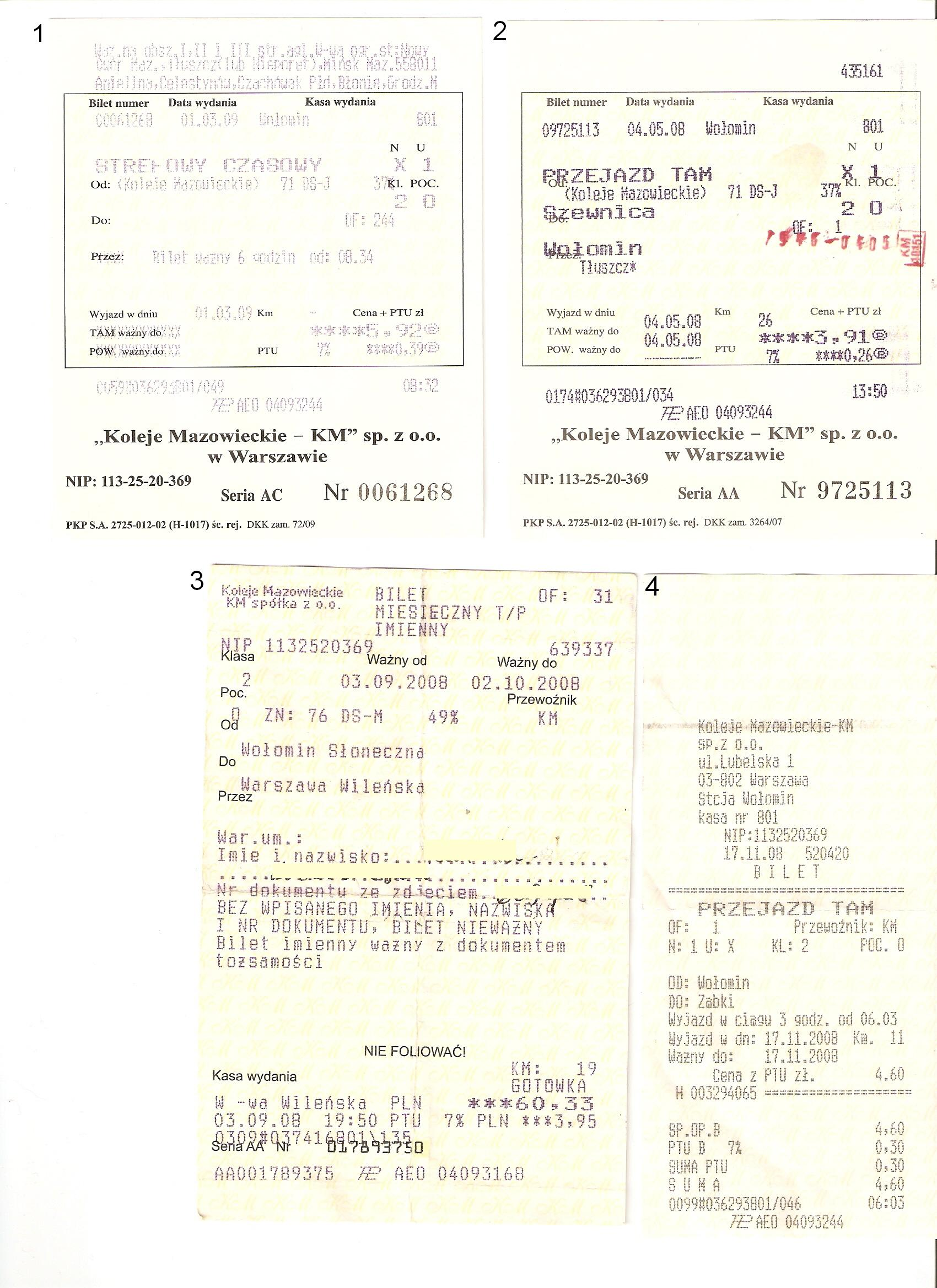
Bilety Kolei Mazowieckich
1. Bilet strefowy czasowy na I, II i III strefę z ulgą szkolną 37% (1 marca 2009)
2. Bilet z Szewnicy do Wołomina z ulgą szkolną 37% (4 maja 2008)
3. Bilet miesięczny imienny z Wołomina Słonecznej do Warszawy Wileńskiej z ulgą szkolną 37% (3 września – 2 października 2008)
4. Bilet z Wołomina do Ząbek normalny (17 listopada 2008)

Koleje Mazowieckie prowadzą sprzedaż biletów jednorazowych i okresowych odcinkowych (tygodniowych, dwutygodniowych, miesięcznych, kwartalnych – imiennych i na okaziciela) oraz okresowych sieciowych obowiązujących na wszystkich liniach KM (miesięczne, kwartalne i roczne):
- normalnych
- z ulgą ustawową – 33%, 37%, 49%, 51%, 78%, 93%, 95%
- z ulgą handlową – 15%, 35% i 50%

Ulgi handlowe dotyczą ofert:
- Tam i z powrotem
- Wycieczkowe
- Rodzinne
- KM-35 (dawne KM-26)
- Przejazdy na podstawie legitymacji seniora

Inne bilety:
- Bilety strefowe (w aglomeracji warszawskiej) – czasowe i okresowe
- Bilety abonamentowe
- Bilety dobowe i trzydniowe sieciowe

Oferty specjalne (specjalna taryfa biletowa) obowiązują na odcinkach:
- Warszawa Włochy – Warszawa Rembertów
- Warszawa Wschodnia – Góra Kalwaria
- Warszawa Wschodnia – Płock/Gostynin
- Bilet Lotniskowy (Warszawa Lotnisko Chopina – Modlin – Lotnisko Modlin)
- Tłuszcz – Ostrołęka
- Warszawa Zachodnia – Otwock
- Radom – Pionki
- Radom – Drzewica

Łatwo przenośny bagaż nieutrudniający przejścia, rower lub psa można przewieźć bezpłatnie.
Bilet należy nabyć w kasie biletowej na stacji lub u kierownika pociągu (gdy na stacji nie ma czynnej kasy biletowej – bez dodatkowych opłat, gdy na stacji jest czynna kasa biletowa – z dodatkową opłatą).
Cena biletu zależy od liczby kilometrów trasy przejazdu.
W KM obowiązuje 27 stref kilometrowych.

#### Bilety strefowe
- Bilet I strefy pozwala na poruszanie się pociągami KM po Warszawie.
- Bilet II strefy pozwala na poruszanie się na obszarze sieci pomiędzy przystankami/stacjami: Legionowo Przystanek, Nieporęt, Wołomin Słoneczna, Zielonka Bankowa, Halinów, Śródborów, Piaseczno, Pruszków i Ożarów Mazowiecki. W miejscowościach: Pruszków, Piastów, Sulejówek, Ożarów Mazowiecki, Płochocin, Legionowo, Chotomów, Michałów-Reginów, Wieliszew, Nieporęt, Zielonka, Kobyłka, Wołomin, Zagościniec, Józefów, Otwock, Nowa Iwiczna, Piaseczno są honorowane bilety ZTM na II strefę.
- Bilet III strefy pozwala na poruszanie się na obszarze sieci pomiędzy przystankami/stacjami: Modlin, Nieporęt, Tłuszcz, Mińsk Mazowiecki Anielina, Celestynów, Czachówek Południowy, Boża Wola, Góra Kalwaria, Grodzisk Mazowiecki.

Na bilety strefowe KM ważne są wszystkie zniżki ustawowe i promocje. 

## Obsługiwane połączenia

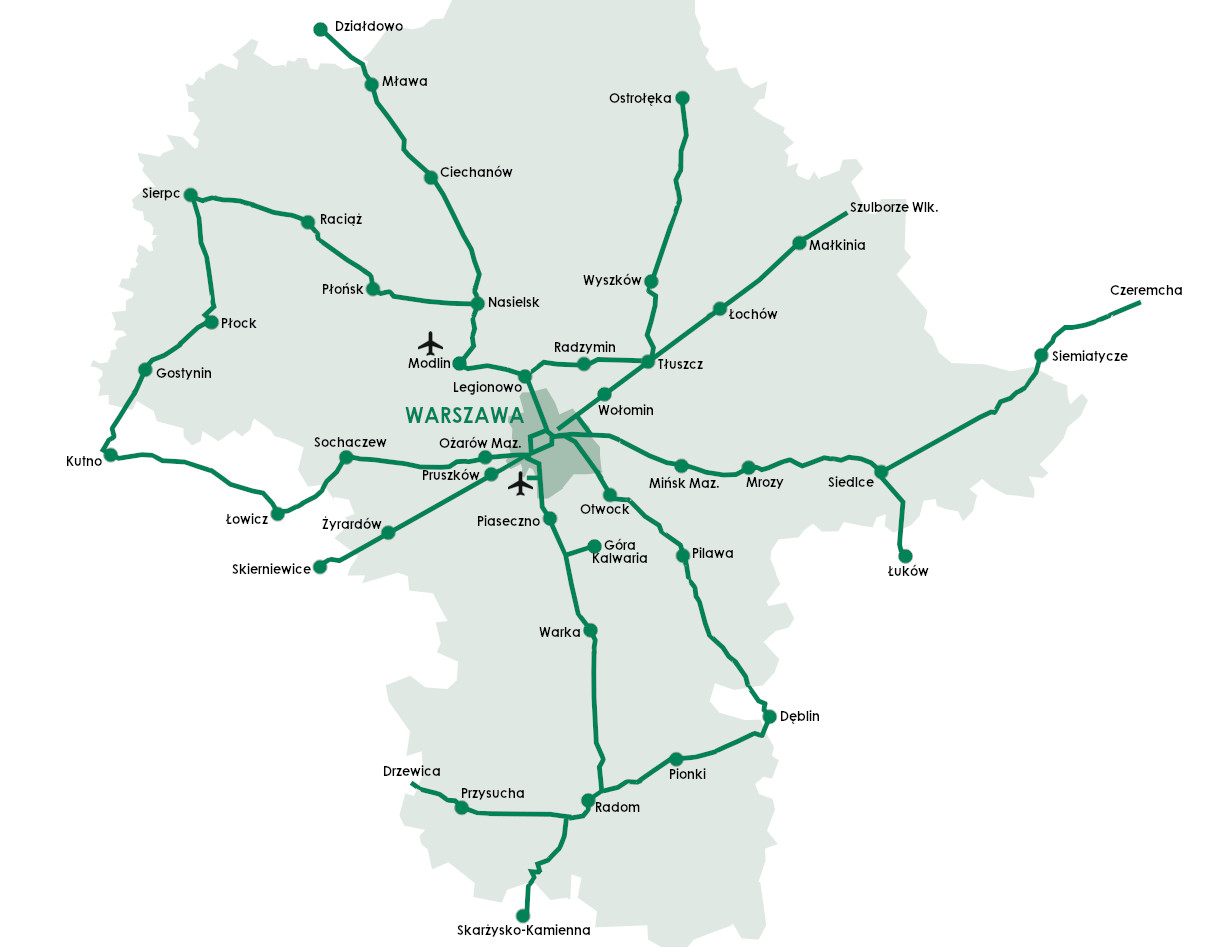
Schemat połączeń pasażerskich obsługiwanych przez Koleje Mazowieckie

Trasy pociągów na ogół nie odpowiadają dokładnie poniższym odcinkom, lecz:
- łączą w sobie różne odcinki lub ich fragmenty
- stanowią tylko fragment odcinka

### W Warszawie i okolicach
Pociągi Kolei Mazowieckich korzystają głównie z podmiejskiej linii średnicowej: Warszawa Zachodnia – Warszawa Ochota – Warszawa Śródmieście – Warszawa Powiśle – Warszawa Stadion – Warszawa Wschodnia.
Istnieją jednak 3 inne warianty:
- przez Dworzec Centralny
- przez Dworzec Gdański – linie: R80 (Skarżysko-Kamienna – Warszawa Gdańska) i R90 (Działdowo – Warszawa Zachodnia)
- do położonej na Pradze stacji Warszawa Wileńska – większość pociągów kończących/zaczynających bieg ze stacji Małkinia czy Tłuszcz

#### Jako komunikacja miejska
Posiadacze biletów okresowych ZTM od dobowego wzwyż mogą korzystać z pociągów KM na obszarze Warszawy i okolic ograniczonymi stacjami:
- Warszawa Wola Grzybowska (1 strefa) / Sulejówek Miłosna (2 strefa)
- Warszawa Falenica (1 strefa) / Otwock Śródborów (2 strefa)
- Warszawa Jeziorki (1 strefa) / Zalesie Górne (2 strefa)
- Warszawa Ursus-Niedźwiadek (1 strefa) / Pruszków (2 strefa)
- Warszawa Gołąbki (1 strefa) / Płochocin (2 strefa)
- Warszawa Choszczówka (1 strefa) / Legionowo Przystanek i Legionowo Piaski (2 strefa)
- Warszawa Zacisze Wilno (1 strefa) / Zagościniec (2 strefa)

Wizualizację zasięgu wspólnego biletu można znaleźć na stronach WTP.
Wspólny bilet obowiązywał na terenie Warszawy i na odcinku Warszawa Wileńska – Ząbki od 1 stycznia 2007. Od 15 listopada 2008 oferta ta została rozszerzona do stacji Pruszków i Sulejówek-Miłosna (konieczne jest posiadanie warszawskiego biletu obowiązującego w 2 strefie), a 1 stycznia 2009 oferta została rozszerzona o kolejne gminy podwarszawskie zyskując miano biletu aglomeracyjnego.
Do 1 stycznia 2012 r. spółka obsługiwała połączenia kolejowe linii S9 zlecone przez ZTM na trasie Legionowo – Warszawa Gdańska. W tym celu spółka wypożyczyła od Przewozów Regionalnych składy EZT. Składy te w odróżnieniu od standardowych barw identyfikacyjnych KM były pomalowane w bordowo-srebrne barwy PR z doklejonymi oznaczeniami linii S9. Następnie KM zapewniała dla tej linii własny tabor oklejony w warszawskie barwy systemu SKM (kremowy-żółty-czerwony). Od grudnia 2011 roku tę linię obsługiwał wyłącznie tabor Szybkiej Kolei Miejskiej. W 2023 roku linię S9 zlikwidowano.
Na odcinku Warszawa Zachodnia – Warszawa Ochota – Warszawa Śródmieście – Warszawa Powiśle – Warszawa Stadion – Warszawa Wschodnia Koleje Mazowieckie wraz z Warszawską Szybką Koleją Miejską stanowią realną alternatywę dla planowanej linii metra (podobna częstotliwość kursowania pociągów).
|              | Oznaczenie                                               |
| ------------ | -------------------------------------------------------- |
| Skierniewice | Stacje i przystanki leżące poza województwem mazowieckim |
| ↓            | Pociągi Kolei Mazowieckich nie zatrzymują się            |

### R-L

#### Warszawa – Modlin (RL)

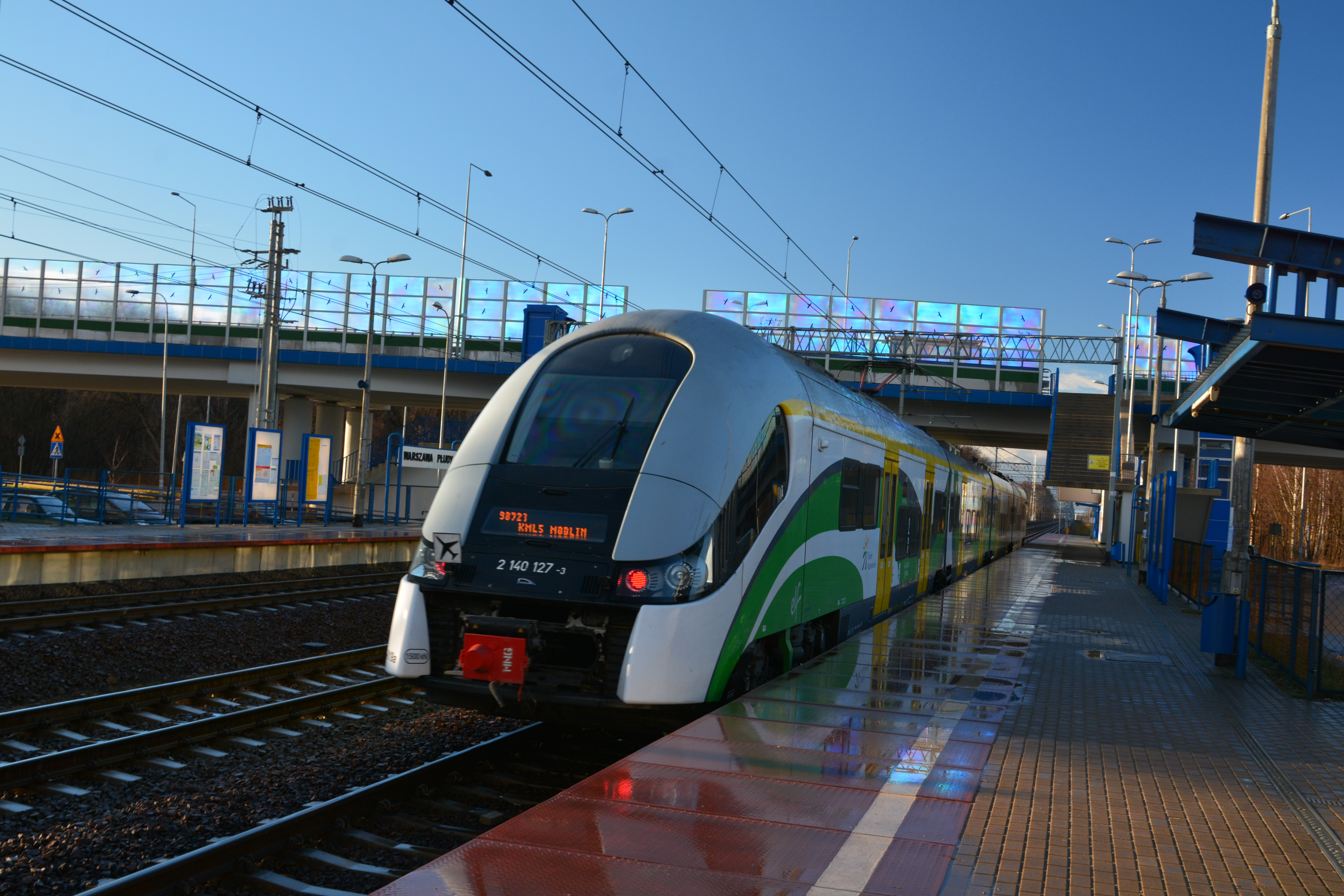
KML (obecnie RL) Kolei Mazowieckich jako ekspres lotniskowy w relacji Warszawa Lotnisko Chopina – Modlin na stacji Warszawa Płudy

| Przebieg linii      | Przebieg linii     | Przebieg linii               | Przebieg linii |
| Strefa Biletowa ZTM | Strefa Biletowa KM | Stacja/Przystanek            | km             |
| ------------------- | ------------------ | ---------------------------- | -------------- |
| 1 Strefa Biletowa   | 1 Strefa Biletowa  | Warszawa Lotnisko Chopina    | 0,000          |
| 1 Strefa Biletowa   | 1 Strefa Biletowa  | Warszawa Służewiec           | 1,987          |
| 1 Strefa Biletowa   | 1 Strefa Biletowa  | Warszawa Żwirki i Wigury     | 3,668          |
| 1 Strefa Biletowa   | 1 Strefa Biletowa  | Warszawa Rakowiec            | 4,709          |
| 1 Strefa Biletowa   | 1 Strefa Biletowa  | Warszawa Aleje Jerozolimskie | 6,574          |
| 1 Strefa Biletowa   | 1 Strefa Biletowa  | Warszawa Zachodnia           | 9,659          |
| 1 Strefa Biletowa   | 1 Strefa Biletowa  | Warszawa Centralna           | 13,041         |
| 1 Strefa Biletowa   | 1 Strefa Biletowa  | Warszawa Wschodnia           | 16,995         |
| 1 Strefa Biletowa   | 1 Strefa Biletowa  | Warszawa Targówek            | 19,294         |
| 1 Strefa Biletowa   | 1 Strefa Biletowa  | Warszawa Toruńska            | 23,940         |
| 1 Strefa Biletowa   | 1 Strefa Biletowa  | Warszawa Płudy               | 28,771         |
| 2 Strefa Biletowa   | 2 Strefa Biletowa  | Legionowo                    | 37,086         |
| 2 Strefa Biletowa   | 2 Strefa Biletowa  | Legionowo Przystanek         | 39,374         |
| Brak strefy         | 2 Strefa Biletowa  | Chotomów                     | 41,308         |
| Brak strefy         | 3 Strefa Biletowa  | Nowy Dwór Mazowiecki         | 52,337         |
| Brak strefy         | 3 Strefa Biletowa  | Modlin                       | 56,002         |
| [ 15 ]              |                    |                              |                |

### R-1

#### Warszawa – Skierniewice (R1)

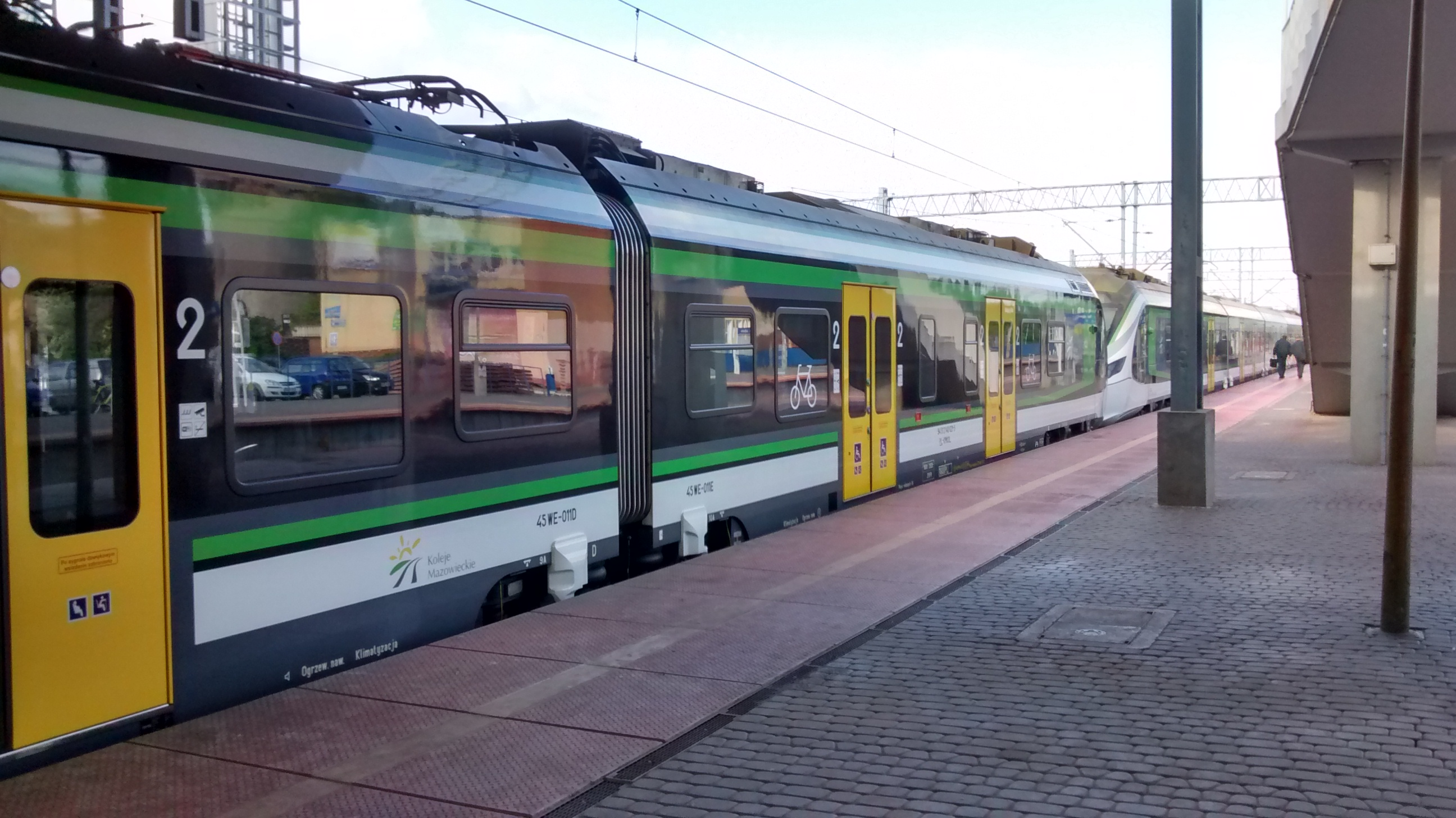
Pociąg Kolei Mazowieckich na stacji w Skierniewicach

| Przebieg linii      | Przebieg linii     | Przebieg linii               | Przebieg linii |
| Strefa Biletowa ZTM | Strefa Biletowa KM | Stacja/Przystanek            | km             |
| ------------------- | ------------------ | ---------------------------- | -------------- |
| 1 Strefa Biletowa   | 1 Strefa Biletowa  | Warszawa Wschodnia           | 0,000          |
| 1 Strefa Biletowa   | 1 Strefa Biletowa  | Warszawa Stadion             | 1,058          |
| 1 Strefa Biletowa   | 1 Strefa Biletowa  | Warszawa Powiśle             | 2,464          |
| 1 Strefa Biletowa   | 1 Strefa Biletowa  | Warszawa Śródmieście         | 3,954          |
| 1 Strefa Biletowa   | 1 Strefa Biletowa  | Warszawa Ochota              | 5,161          |
| 1 Strefa Biletowa   | 1 Strefa Biletowa  | Warszawa Zachodnia           | 7,336          |
| 1 Strefa Biletowa   | 1 Strefa Biletowa  | Warszawa Włochy              | 11,058         |
| 1 Strefa Biletowa   | 1 Strefa Biletowa  | Warszawa Ursus               | 13,419         |
| 1 Strefa Biletowa   | 1 Strefa Biletowa  | Warszawa Ursus – Niedźwiadek | 14,599         |
| 2 Strefa Biletowa   | 2 Strefa Biletowa  | Piastów                      | 16,711         |
| 2 Strefa Biletowa   | 2 Strefa Biletowa  | Pruszków                     | 20,145         |
| Brak strefy         | 3 Strefa Biletowa  | Brwinów                      | 26,311         |
| Brak strefy         | 3 Strefa Biletowa  | Milanówek                    | 30,259         |
| Brak strefy         | 3 Strefa Biletowa  | Grodzisk Mazowiecki          | 33,802         |
| Brak strefy         | Brak strefy        | Jaktorów                     | 39,288         |
| Brak strefy         | Brak strefy        | Międzyborów                  | 44,724         |
| Brak strefy         | Brak strefy        | Żyrardów                     | 47,397         |
| Brak strefy         | Brak strefy        | Sucha Żyrardowska            | 54,289         |
| Brak strefy         | Brak strefy        | Jesionka                     | 56,215         |
| Brak strefy         | Brak strefy        | Radziwiłłów Mazowiecki       | 59,659         |
| Brak strefy         | Brak strefy        | Skierniewice Rawka           | 65,035         |
| Brak strefy         | Brak strefy        | Skierniewice                 | 70,182         |
| [ 16 ]              |                    |                              |                |

### R-2

#### Warszawa – Łuków (R2)
| Przebieg linii      | Przebieg linii     | Przebieg linii            | Przebieg linii |
| Strefa Biletowa ZTM | Strefa Biletowa KM | Stacja/Przystanek         | km             |
| ------------------- | ------------------ | ------------------------- | -------------- |
| 1 Strefa Biletowa   | 1 Strefa Biletowa  | Warszawa Zachodnia        | 0,000          |
| 1 Strefa Biletowa   | 1 Strefa Biletowa  | Warszawa Ochota           | 2,175          |
| 1 Strefa Biletowa   | 1 Strefa Biletowa  | Warszawa Śródmieście      | 3,382          |
| 1 Strefa Biletowa   | 1 Strefa Biletowa  | Warszawa Powiśle          | 4,872          |
| 1 Strefa Biletowa   | 1 Strefa Biletowa  | Warszawa Stadion          | 6,278          |
| 1 Strefa Biletowa   | 1 Strefa Biletowa  | Warszawa Wschodnia        | 7,336          |
| 1 Strefa Biletowa   | 1 Strefa Biletowa  | Warszawa Rembertów        | 14,835         |
| 1 Strefa Biletowa   | 1 Strefa Biletowa  | Warszawa Wesoła           | 19,467         |
| 1 Strefa Biletowa   | 1 Strefa Biletowa  | Warszawa Wola Grzybowska  | 21,265         |
| 2 Strefa Biletowa   | 2 Strefa Biletowa  | Sulejówek                 | 23,071         |
| 2 Strefa Biletowa   | 2 Strefa Biletowa  | Sulejówek Miłosna         | 24,649         |
| Brak strefy         | 2 Strefa Biletowa  | Halinów                   | 28,746         |
| Brak strefy         | 3 Strefa Biletowa  | Cisie                     | 31,895         |
| Brak strefy         | 3 Strefa Biletowa  | Dębe Wielkie              | 34,433         |
| Brak strefy         | 3 Strefa Biletowa  | Nowe Dębe Wielkie         | 35,743         |
| Brak strefy         | 3 Strefa Biletowa  | Wrzosów                   | 38,882         |
| Brak strefy         | 3 Strefa Biletowa  | Mińsk Mazowiecki          | 43,677         |
| Brak strefy         | 3 Strefa Biletowa  | Mińsk Mazowiecki Anielina | 46,169         |
| Brak strefy         | Brak strefy        | Barcząca                  | 49,225         |
| Brak strefy         | Brak strefy        | Mienia                    | 53,486         |
| Brak strefy         | Brak strefy        | Cegłów                    | 56,866         |
| Brak strefy         | Brak strefy        | Mrozy                     | 61,767         |
| Brak strefy         | Brak strefy        | Grodziszcze Mazowieckie   | 66,876         |
| Brak strefy         | Brak strefy        | Sosnowe                   | 71,858         |
| Brak strefy         | Brak strefy        | Koszewnica                | 75,226         |
| Brak strefy         | Brak strefy        | Kotuń                     | 80,485         |
| Brak strefy         | Brak strefy        | Sabinka                   | 87,889         |
| Brak strefy         | Brak strefy        | Siedlce Zachodnie         | 92,407         |
| Brak strefy         | Brak strefy        | Siedlce                   | 95,238         |
| Brak strefy         | Brak strefy        | Siedlce Wschodnie         | 97,958         |
| Brak strefy         | Brak strefy        | Białki Siedleckie         | 99,879         |
| Brak strefy         | Brak strefy        | Kosiorki                  | 102,877        |
| Brak strefy         | Brak strefy        | Borki Kosy                | 105,424        |
| Brak strefy         | Brak strefy        | Dziewule                  | 109,764        |
| Brak strefy         | Brak strefy        | Radomyśl                  | 112,498        |
| Brak strefy         | Brak strefy        | Krynka Łukowska           | 115,222        |
| Brak strefy         | Brak strefy        | Łuków                     | 122,992        |
| [ 17 ]              |                    |                           |                |

#### Siedlce – Czeremcha (R21)
| Przebieg linii         | Przebieg linii    | Przebieg linii |
| Strefa Biletowa KM/ZTM | Stacja/Przystanek | km             |
| ---------------------- | ----------------- | -------------- |
| Brak strefy            | Siedlce           | 0,000          |
| Brak strefy            | Stok Lacki        | 9,412          |
| Brak strefy            | Krzymosze         | 13,468         |
| Brak strefy            | Mordy             | 17,902         |
| Brak strefy            | Mordy Miasto      | 19,713         |
| Brak strefy            | Cierpigórz        | 25,430         |
| Brak strefy            | Niemojki          | 33,430         |
| Brak strefy            | Patków            | 36,887         |
| Brak strefy            | Platerów          | 43,379         |
| Brak strefy            | Sarnaki           | 48,363         |
| Brak strefy            | Fronołów          | 53,498         |
| Brak strefy            | Siemiatycze       | 57,027         |
| Brak strefy            | Sycze             | 62,726         |
| Brak strefy            | Nurzec            | 69,971         |
| Brak strefy            | Nowy Nurzec       | 76,542         |
| Brak strefy            | Borowiki          | 79,951         |
| Brak strefy            | Czeremcha         | 90,167         |
| [ 18 ]                 |                   |                |

### R-3

#### Warszawa – Płock (R3)
| Przebieg linii      | Przebieg linii     | Przebieg linii          | Przebieg linii |
| Strefa Biletowa ZTM | Strefa Biletowa KM | Stacja/Przystanek       | km             |
| ------------------- | ------------------ | ----------------------- | -------------- |
| 1 Strefa Biletowa   | 1 Strefa Biletowa  | Warszawa Wschodnia      | 0,000          |
| 1 Strefa Biletowa   | 1 Strefa Biletowa  | Warszawa Stadion        | 1,058          |
| 1 Strefa Biletowa   | 1 Strefa Biletowa  | Warszawa Powiśle        | 2,464          |
| 1 Strefa Biletowa   | 1 Strefa Biletowa  | Warszawa Śródmieście    | 3,954          |
| 1 Strefa Biletowa   | 1 Strefa Biletowa  | Warszawa Ochota         | 5,161          |
| 1 Strefa Biletowa   | 1 Strefa Biletowa  | Warszawa Zachodnia      | 7,336          |
| 1 Strefa Biletowa   | 1 Strefa Biletowa  | Warszawa Włochy         | 11,058         |
| 1 Strefa Biletowa   | 1 Strefa Biletowa  | Warszawa Ursus Północny | 13,247         |
| 2 Strefa Biletowa   | 2 Strefa Biletowa  | Warszawa Gołąbki        | 14,973         |
| 2 Strefa Biletowa   | 2 Strefa Biletowa  | Ożarów Mazowiecki       | 19,638         |
| 2 Strefa Biletowa   | 2 Strefa Biletowa  | Płochocin               | 26,232         |
| Brak strefy         | 3 Strefa Biletowa  | Błonie Rokitno          | 30,724         |
| Brak strefy         | 3 Strefa Biletowa  | Błonie                  | 32,938         |
| Brak strefy         | 3 Strefa Biletowa  | Witanów                 | 35,372         |
| Brak strefy         | 3 Strefa Biletowa  | Boża Wola               | 38,572         |
| Brak strefy         | Brak strefy        | Seroki                  | 42,788         |
| Brak strefy         | Brak strefy        | Teresin Niepokalanów    | 46,196         |
| Brak strefy         | Brak strefy        | Piasecznica             | 51,262         |
| Brak strefy         | Brak strefy        | Sochaczew               | 58,569         |
| Brak strefy         | Brak strefy        | Kornelin                | 62,979         |
| Brak strefy         | Brak strefy        | Nowa Sucha              | 67,035         |
| Brak strefy         | Brak strefy        | Kęszyce                 | 70,118         |
| Brak strefy         | Brak strefy        | Jasionna Łowicka        | 72,431         |
| Brak strefy         | Brak strefy        | Bednary                 | 77,288         |
| Brak strefy         | Brak strefy        | Mysłaków                | 80,744         |
| Brak strefy         | Brak strefy        | Łowicz Główny           | 85,402         |
| Brak strefy         | Brak strefy        | Niedźwiada Łowicka      | ↓              |
| Brak strefy         | Brak strefy        | Jackowice               | ↓              |
| Brak strefy         | Brak strefy        | Zosinów                 | ↓              |
| Brak strefy         | Brak strefy        | Żychlin                 | ↓              |
| Brak strefy         | Brak strefy        | Złotniki Kutnowskie     | ↓              |
| Brak strefy         | Brak strefy        | Stara Wieś              | ↓              |
| Brak strefy         | Brak strefy        | Sklęczki                | ↓              |
| Brak strefy         | Brak strefy        | Kutno                   | 130,864        |
| Brak strefy         | Brak strefy        | Kutno Azory             | ↓              |
| Brak strefy         | Brak strefy        | Raciborów Kutnowski     | ↓              |
| Brak strefy         | Brak strefy        | Strzelce Kujawskie      | 144,174        |
| Brak strefy         | Brak strefy        | Sierakówek              | ↓              |
| Brak strefy         | Brak strefy        | Gostynin                | 158,638        |
| Brak strefy         | Brak strefy        | Rogożew                 | ↓              |
| Brak strefy         | Brak strefy        | Łąck                    | 169,033        |
| Brak strefy         | Brak strefy        | Płock Radziwie          | ↓              |
| Brak strefy         | Brak strefy        | Płock                   | 182,415        |
| [ 19 ] [ 20 ]       |                    |                         |                |

#### Kutno – Sierpc (R31)
| Przebieg linii        | Przebieg linii         | Przebieg linii |
| Strefa Biletów KM/ZTM | Stacja/Przystanek      | km             |
| --------------------- | ---------------------- | -------------- |
| Brak strefy           | Kutno                  | 0,000          |
| Brak strefy           | Azory                  | 3,320          |
| Brak strefy           | Raciborów Kutnowski    | 8,882          |
| Brak strefy           | Strzelce Kujawskie     | 14,017         |
| Brak strefy           | Sierakówek             | 20,652         |
| Brak strefy           | Gostynin               | 28,481         |
| Brak strefy           | Rogożew                | 33,979         |
| Brak strefy           | Łąck                   | 38,876         |
| Brak strefy           | Płock Radziwie         | 45,720         |
| Brak strefy           | Płock                  | 52,258         |
| Brak strefy           | Płock Trzepowo         | 57,635         |
| Brak strefy           | Proboszczewice Płockie | 65,558         |
| Brak strefy           | Gozdowo                | 73,432         |
| Brak strefy           | Susk                   | 79,640         |
| Brak strefy           | Sierpc                 | 87,116         |
| [ 20 ]                |                        |                |

### R-6

#### Warszawa – Czyżew (R6)

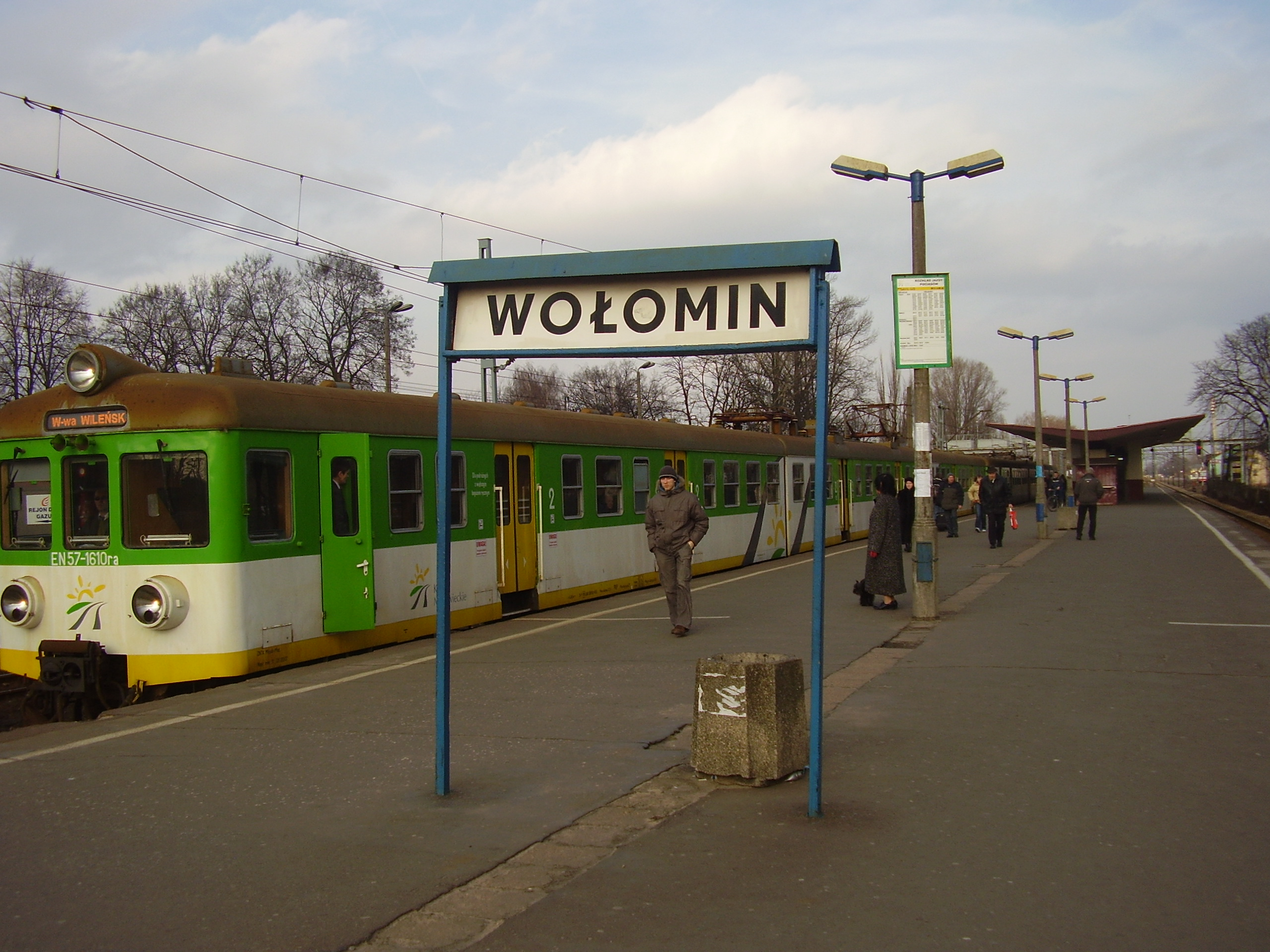
Pociąg Kolei Mazowieckich na stacji Wołomin.

| Przebieg linii      | Przebieg linii     | Przebieg linii       | Przebieg linii |
| Strefa Biletowa ZTM | Strefa Biletowa KM | Stacja/Przystanek    | km             |
| ------------------- | ------------------ | -------------------- | -------------- |
| 1 Strefa Biletowa   | 1 Strefa Biletowa  | Warszawa Zachodnia   | 0,000          |
| 1 Strefa Biletowa   | 1 Strefa Biletowa  | Warszawa Ochota      | 2,175          |
| 1 Strefa Biletowa   | 1 Strefa Biletowa  | Warszawa Śródmieście | 3,382          |
| 1 Strefa Biletowa   | 1 Strefa Biletowa  | Warszawa Powiśle     | 4,872          |
| 1 Strefa Biletowa   | 1 Strefa Biletowa  | Warszawa Stadion     | 6,278          |
| 1 Strefa Biletowa   | 1 Strefa Biletowa  | Warszawa Wschodnia   | 7,336          |
| 1 Strefa Biletowa   | 1 Strefa Biletowa  | Warszawa Rembertów   | 14,835         |
| 1 Strefa Biletowa   | 1 Strefa Biletowa  | Warszawa Mokry Ług   | 20,260         |
| 2 Strefa Biletowa   | 2 Strefa Biletowa  | Zielonka Bankowa     | 22,211         |
| 2 Strefa Biletowa   | 2 Strefa Biletowa  | Zielonka             | 24,614         |
| 2 Strefa Biletowa   | 2 Strefa Biletowa  | Kobyłka Ossów        | 27,580         |
| 2 Strefa Biletowa   | 2 Strefa Biletowa  | Kobyłka              | 29,481         |
| 2 Strefa Biletowa   | 2 Strefa Biletowa  | Wołomin              | 31,552         |
| 2 Strefa Biletowa   | 2 Strefa Biletowa  | Wołomin Słoneczna    | 33,195         |
| 2 Strefa Biletowa   | 2 Strefa Biletowa  | Zagościniec          | 35,224         |
| Brak strefy         | 3 Strefa Biletowa  | Dobczyn              | 37,929         |
| Brak strefy         | 3 Strefa Biletowa  | Klembów              | 41,244         |
| Brak strefy         | 3 Strefa Biletowa  | Jasienica Mazowiecka | 45,028         |
| Brak strefy         | 3 Strefa Biletowa  | Tłuszcz              | 48,016         |
| Brak strefy         | Brak strefy        | Chrzęsne             | 51,303         |
| Brak strefy         | Brak strefy        | Mokra Wieś           | 53,369         |
| Brak strefy         | Brak strefy        | Szewnica             | 58,549         |
| Brak strefy         | Brak strefy        | Urle                 | 63,370         |
| Brak strefy         | Brak strefy        | Barchów              | 65,422         |
| Brak strefy         | Brak strefy        | Łochów               | 68,694         |
| Brak strefy         | Brak strefy        | Ostrówek Węgrowski   | 73,836         |
| Brak strefy         | Brak strefy        | Topór                | 78,897         |
| Brak strefy         | Brak strefy        | Sadowne Węgrowskie   | 83,192         |
| Brak strefy         | Brak strefy        | Prostyń              | 91,976         |
| Brak strefy         | Brak strefy        | Małkinia             | 98,183         |
| Brak strefy         | Brak strefy        | Zaręby Kościelne     | 106,463        |
| Brak strefy         | Brak strefy        | Kietlanka            | 109,409        |
| Brak strefy         | Brak strefy        | Szulborze Wielkie    | 113,182        |
| Brak strefy         | Brak strefy        | Czyżew               | 122,062        |
| [ 21 ]              |                    |                      |                |

#### Warszawa – Czyżew (R60)
| Przebieg linii      | Przebieg linii     | Przebieg linii         | Przebieg linii |
| Strefa Biletowa ZTM | Strefa Biletowa KM | Stacja/Przystanek      | km             |
| ------------------- | ------------------ | ---------------------- | -------------- |
| 1 Strefa Biletowa   | 1 Strefa Biletowa  | Warszawa Wileńska      | 0,000          |
| 1 Strefa Biletowa   | 1 Strefa Biletowa  | Warszawa Zacisze Wilno | 3,890          |
| 2 Strefa Biletowa   | 1 Strefa Biletowa  | Ząbki                  | 6,624          |
| 2 Strefa Biletowa   | 2 Strefa Biletowa  | Zielonka               | 10,718         |
| 2 Strefa Biletowa   | 2 Strefa Biletowa  | Kobyłka Ossów          | 13,684         |
| 2 Strefa Biletowa   | 2 Strefa Biletowa  | Kobyłka                | 15,585         |
| 2 Strefa Biletowa   | 2 Strefa Biletowa  | Wołomin                | 17,656         |
| 2 Strefa Biletowa   | 2 Strefa Biletowa  | Wołomin Słoneczna      | 19,299         |
| 2 Strefa Biletowa   | 2 Strefa Biletowa  | Zagościniec            | 21,328         |
| Brak strefy         | 3 Strefa Biletowa  | Dobczyn                | 24,033         |
| Brak strefy         | 3 Strefa Biletowa  | Klembów                | 27,348         |
| Brak strefy         | 3 Strefa Biletowa  | Jasienica Mazowiecka   | 31,132         |
| Brak strefy         | 3 Strefa Biletowa  | Tłuszcz                | 34,120         |
| Brak strefy         | Brak strefy        | Chrzęsne               | 37,407         |
| Brak strefy         | Brak strefy        | Mokra Wieś             | 39,473         |
| Brak strefy         | Brak strefy        | Szewnica               | 44,653         |
| Brak strefy         | Brak strefy        | Urle                   | 49,474         |
| Brak strefy         | Brak strefy        | Barchów                | 51,526         |
| Brak strefy         | Brak strefy        | Łochów                 | 54,798         |
| Brak strefy         | Brak strefy        | Ostrówek Węgrowski     | 59,940         |
| Brak strefy         | Brak strefy        | Topór                  | 65,001         |
| Brak strefy         | Brak strefy        | Sadowne Węgrowskie     | 69,296         |
| Brak strefy         | Brak strefy        | Prostyń                | 78,080         |
| Brak strefy         | Brak strefy        | Małkinia               | 84,287         |
| Brak strefy         | Brak strefy        | Zaręby Kościelne       | 92,567         |
| Brak strefy         | Brak strefy        | Kietlanka              | 95,513         |
| Brak strefy         | Brak strefy        | Szulborze Wielkie      | 99,286         |
| Brak strefy         | Brak strefy        | Czyżew                 | 108,166        |
| [ 21 ]              |                    |                        |                |

#### Tłuszcz – Szczytno (R61/62)
| Przebieg linii         | Przebieg linii         | Przebieg linii |
| Strefa Biletowa KM/ZTM | Stacja/Przystanek      | km             |
| ---------------------- | ---------------------- | -------------- |
| Brak strefy            | Tłuszcz                | 0,000          |
| Brak strefy            | Jarzębia Łąka          | 3,452          |
| Brak strefy            | Grzegorzewo            | 6,752          |
| Brak strefy            | Mostówka               | 10,753         |
| Brak strefy            | Lucynów                | 14,727         |
| Brak strefy            | Rybienko               | 18,040         |
| Brak strefy            | Wyszków                | 20,568         |
| Brak strefy            | Leszczydół             | 25,797         |
| Brak strefy            | Dalekie                | 30,142         |
| Brak strefy            | Zygmuntowo Mazowieckie | 35,576         |
| Brak strefy            | Przetycz               | 40,585         |
| Brak strefy            | Prabuty Góry           | 44,795         |
| Brak strefy            | Pasieki                | 50,204         |
| Brak strefy            | Goworowo               | 58,267         |
| Brak strefy            | Gierwaty               | 66,574         |
| Brak strefy            | Ostrołęka              | 74,236         |
| Brak strefy            | Grabowo                | 80,482         |
| Brak strefy            | Nowa Wieś Kościelna    | 89,101         |
| Brak strefy            | Zabiele Wielkie        | 94,251         |
| Brak strefy            | Jastrząbka             | 103,178        |
| Brak strefy            | Parciaki               | 112,150        |
| Brak strefy            | Olszewka               | 119,636        |
| Brak strefy            | Raszujka               | 124,336        |
| Brak strefy            | Chorzele               | 130,319        |
| Brak strefy            | Wielbark               | 145,296        |
| Brak strefy            | Jesionowiec            | 151,486        |
| Brak strefy            | Szymany                | 156,979        |
| Brak strefy            | Siódmak                | 161,298        |
| Brak strefy            | Szczytno               | 166,696        |
| [ 22 ]                 |                        |                |

### R-7

#### Warszawa – Dęblin (R7)
| Przebieg linii      | Przebieg linii     | Przebieg linii               | Przebieg linii |
| Strefa Biletowa ZTM | Strefa Biletowa KM | Stacja/Przystanek            | km             |
| ------------------- | ------------------ | ---------------------------- | -------------- |
| 1 Strefa Biletowa   | 1 Strefa Biletowa  | Warszawa Zachodnia           | 0,000          |
| 1 Strefa Biletowa   | 1 Strefa Biletowa  | Warszawa Ochota              | 2,175          |
| 1 Strefa Biletowa   | 1 Strefa Biletowa  | Warszawa Śródmieście         | 3,382          |
| 1 Strefa Biletowa   | 1 Strefa Biletowa  | Warszawa Powiśle             | 4,872          |
| 1 Strefa Biletowa   | 1 Strefa Biletowa  | Warszawa Stadion             | 6,278          |
| 1 Strefa Biletowa   | 1 Strefa Biletowa  | Warszawa Wschodnia           | 7,336          |
| 1 Strefa Biletowa   | 1 Strefa Biletowa  | Warszawa Grochów             | 9,682          |
| 1 Strefa Biletowa   | 1 Strefa Biletowa  | Warszawa Olszynka Grochowska | 11,416         |
| 1 Strefa Biletowa   | 1 Strefa Biletowa  | Warszawa Gocławek            | 13,858         |
| 1 Strefa Biletowa   | 1 Strefa Biletowa  | Warszawa Wawer               | 15,651         |
| 1 Strefa Biletowa   | 1 Strefa Biletowa  | Warszawa Anin                | 17,010         |
| 1 Strefa Biletowa   | 1 Strefa Biletowa  | Warszawa Międzylesie         | 18,211         |
| 1 Strefa Biletowa   | 1 Strefa Biletowa  | Warszawa Radość              | 20,632         |
| 1 Strefa Biletowa   | 1 Strefa Biletowa  | Warszawa Miedzeszyn          | 22,277         |
| 1 Strefa Biletowa   | 1 Strefa Biletowa  | Warszawa Falenica            | 23,633         |
| 2 Strefa Biletowa   | 2 Strefa Biletowa  | Michalin                     | 25,472         |
| 2 Strefa Biletowa   | 2 Strefa Biletowa  | Józefów                      | 27,073         |
| 2 Strefa Biletowa   | 2 Strefa Biletowa  | Otwock Świder                | 29,012         |
| 2 Strefa Biletowa   | 2 Strefa Biletowa  | Otwock                       | 30,651         |
| 2 Strefa Biletowa   | 2 Strefa Biletowa  | Otwock Śródborów             | 33,133         |
| Brak strefy         | 3 Strefa Biletowa  | Pogorzel Warszawska          | 36,333         |
| Brak strefy         | 3 Strefa Biletowa  | Stara Wieś                   | 38,037         |
| Brak strefy         | 3 Strefa Biletowa  | Celestynów                   | 41,840         |
| Brak strefy         | Brak strefy        | Kołbiel                      | 45,342         |
| Brak strefy         | Brak strefy        | Chrosna                      | 46,758         |
| Brak strefy         | Brak strefy        | Zabieżki                     | 49,438         |
| Brak strefy         | Brak strefy        | Augustówka                   | 53,534         |
| Brak strefy         | Brak strefy        | Pilawa                       | 57,427         |
| Brak strefy         | Brak strefy        | Garwolin                     | 63,847         |
| Brak strefy         | Brak strefy        | Ruda Talubska                | 69,045         |
| Brak strefy         | Brak strefy        | Wola Rowska                  | 73,214         |
| Brak strefy         | Brak strefy        | Łaskarzew Przystanek         | 75,896         |
| Brak strefy         | Brak strefy        | Leokadia                     | 79,742         |
| Brak strefy         | Brak strefy        | Sobolew                      | 83,882         |
| Brak strefy         | Brak strefy        | Wygoda                       | 89,255         |
| Brak strefy         | Brak strefy        | Mika                         | 93,170         |
| Brak strefy         | Brak strefy        | Życzyn                       | 96,296         |
| Brak strefy         | Brak strefy        | Rokitnia Stara               | 101,192        |
| Brak strefy         | Brak strefy        | Dęblin                       | 106,364        |
| [ 23 ]              |                    |                              |                |

### R-8

#### Warszawa – Skarżysko-Kamienna (R80)

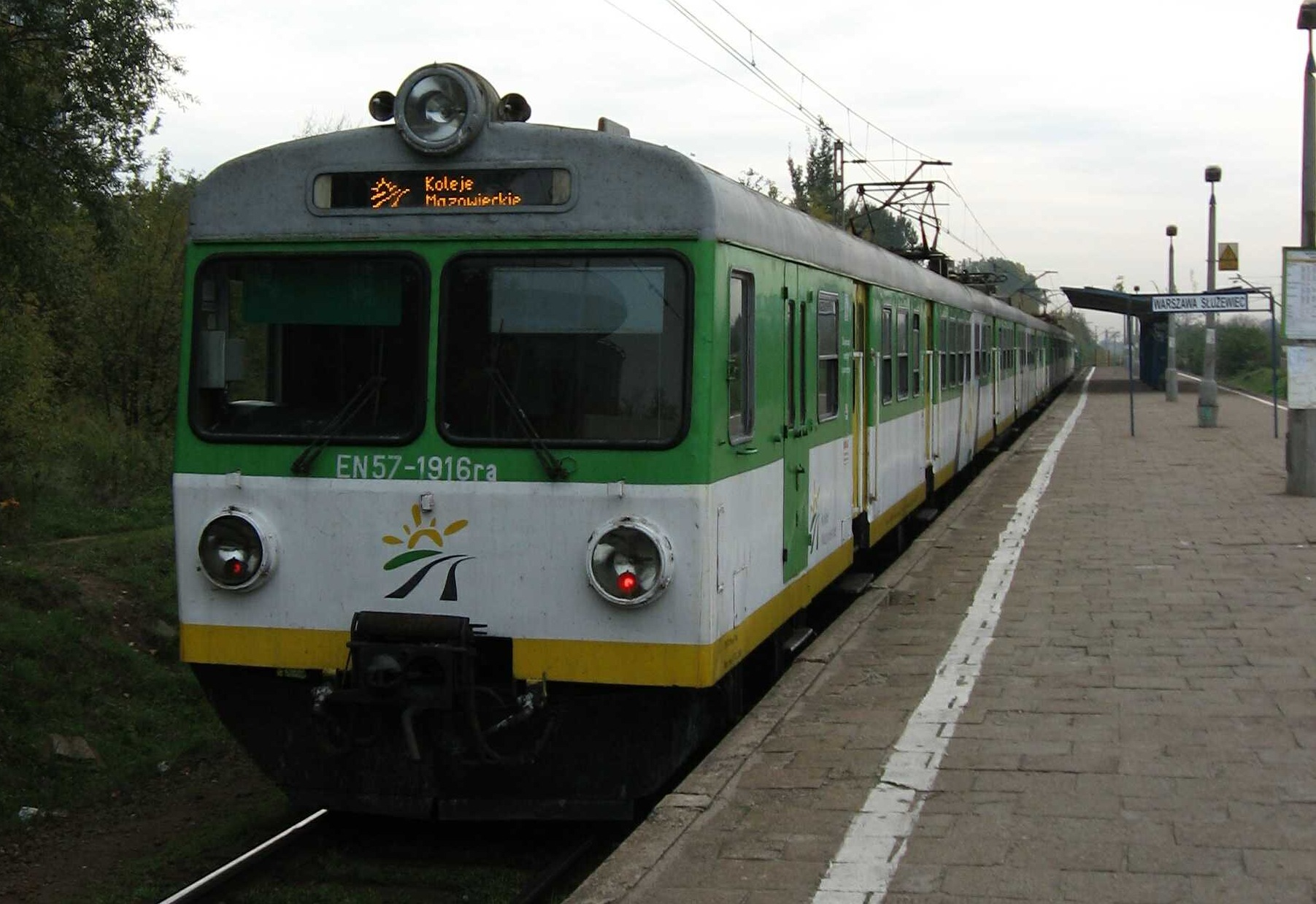
Pociąg Kolei Mazowieckich na przystanku Warszawa Służewiec (R8)

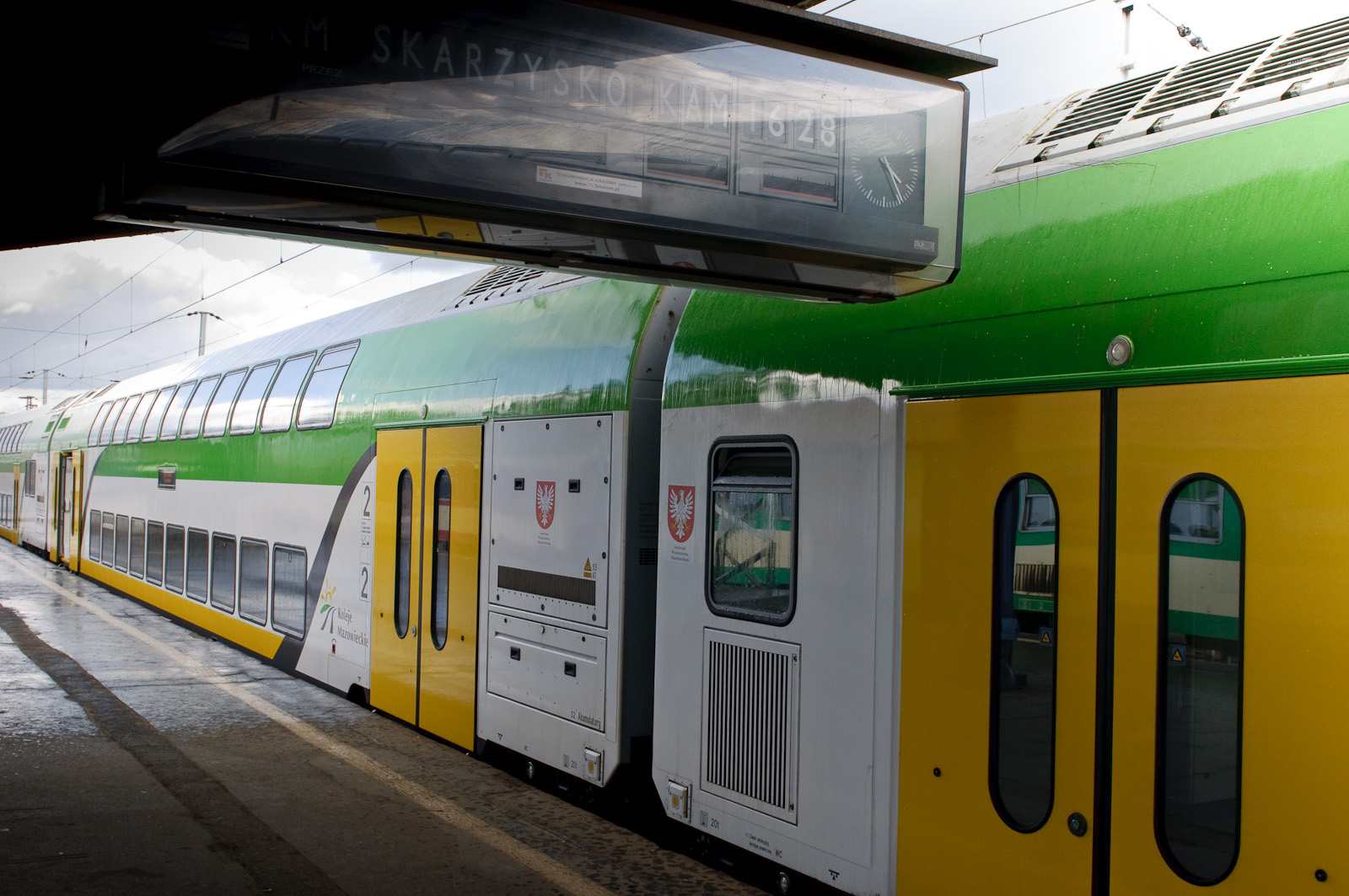
Pociąg Kolei Mazowieckich z W-wy Wschodniej do Skarżyska-Kamiennej

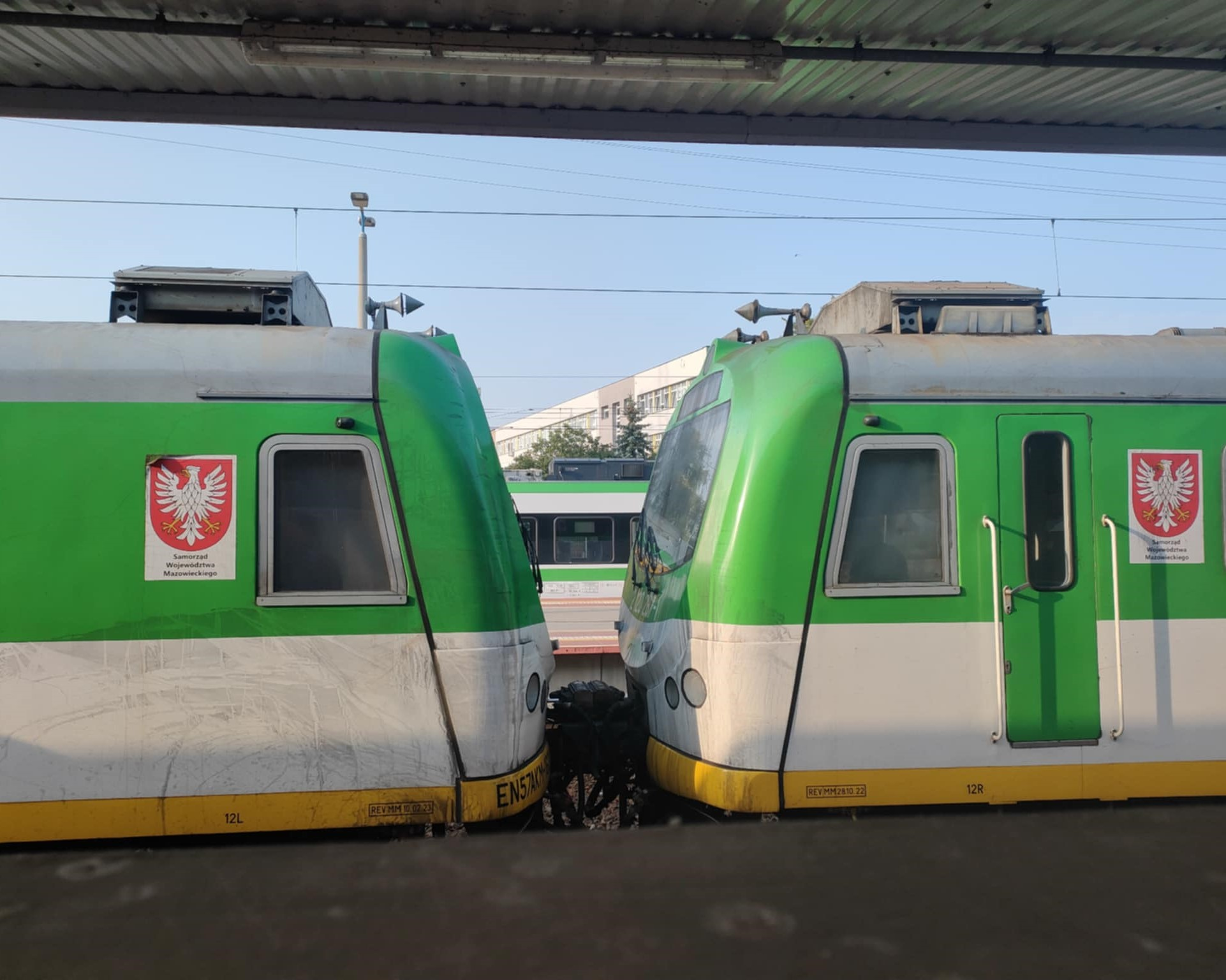
Pociągi EN57AKM i ER160 na stacji Warszawa Gdańska - oba są skierowane w stronę Radomia

| Przebieg linii      | Przebieg linii     | Przebieg linii               | Przebieg linii | Przebieg linii |
| Strefa Biletowa ZTM | Strefa Biletowa KM | Stacja/Przystanek            | km             | km             |
| ------------------- | ------------------ | ---------------------------- | -------------- | -------------- |
| 1 Strefa Biletowa   | 1 Strefa Biletowa  | Warszawa Wschodnia           | 0,0            | ↓              |
| 1 Strefa Biletowa   | 1 Strefa Biletowa  | Warszawa Zoo                 | 6,1            | ↓              |
| 1 Strefa Biletowa   | 1 Strefa Biletowa  | Warszawa Gdańska             | 7,8            | 0,0            |
| 1 Strefa Biletowa   | 1 Strefa Biletowa  | Warszawa Powązki             | 9,4            | 1,6            |
| 1 Strefa Biletowa   | 1 Strefa Biletowa  | Warszawa Koło                | 10,9           | 3,2            |
| 1 Strefa Biletowa   | 1 Strefa Biletowa  | Warszawa Młynów              | 11,8           | 4,0            |
| 1 Strefa Biletowa   | 1 Strefa Biletowa  | Warszawa Wola                | 12,7           | 5,0            |
| 1 Strefa Biletowa   | 1 Strefa Biletowa  | Warszawa Zachodnia           | 13,7           | 5,9            |
| 1 Strefa Biletowa   | 1 Strefa Biletowa  | Warszawa Aleje Jerozolimskie | ↓              | 8,9            |
| 1 Strefa Biletowa   | 1 Strefa Biletowa  | Warszawa Rakowiec            | 18,6           | 10,8           |
| 1 Strefa Biletowa   | 1 Strefa Biletowa  | Warszawa Żwirki i Wigury     | ↓              | 11,8           |
| 1 Strefa Biletowa   | 1 Strefa Biletowa  | Warszawa Służewiec           | 21,3           | 13,5           |
| 1 Strefa Biletowa   | 1 Strefa Biletowa  | Warszawa Okęcie              | ↓              | 15,2           |
| 1 Strefa Biletowa   | 1 Strefa Biletowa  | Warszawa Dawidy              | ↓              | 19,3           |
| 1 Strefa Biletowa   | 1 Strefa Biletowa  | Warszawa Jeziorki            | ↓              | 21,3           |
| 2 Strefa Biletowa   | 2 Strefa Biletowa  | Nowa Iwiczna                 | ↓              | 23,4           |
| 2 Strefa Biletowa   | 2 Strefa Biletowa  | Piaseczno                    | 34,4           | 26,6           |
| 2 Strefa Biletowa   | 2 Strefa Biletowa  | Zalesie Górne                | 39,1           | 31,4           |
| Brak strefy         | 3 Strefa Biletowa  | Ustanówek                    | ↓              | 34,9           |
| Brak strefy         | 3 Strefa Biletowa  | Czachówek Górny              | ↓              | 38,4           |
| Brak strefy         | 3 Strefa Biletowa  | Czachówek Południowy         | 47,2           | 39,5           |
| Brak strefy         | Brak strefy        | Sułkowice                    | ↓              | 43,0           |
| Brak strefy         | Brak strefy        | Chynów                       | 53,5           | 45,8           |
| Brak strefy         | Brak strefy        | Krężel                       | ↓              | 49,3           |
| Brak strefy         | Brak strefy        | Michalczew                   | ↓              | 52,5           |
| Brak strefy         | Brak strefy        | Gośniewice                   | ↓              | 55,9           |
| Brak strefy         | Brak strefy        | Warka                        | 66,8           | 59,1           |
| Brak strefy         | Brak strefy        | Warka Miasto                 | ↓              | 60,6           |
| Brak strefy         | Brak strefy        | Grabów nad Pilicą            | ↓              | 65,1           |
| Brak strefy         | Brak strefy        | Strzyżyna                    | ↓              | 70,5           |
| Brak strefy         | Brak strefy        | Dobieszyn                    | 85,4           | 77,6           |
| Brak strefy         | Brak strefy        | Kruszyna                     | ↓              | 83,3           |
| Brak strefy         | Brak strefy        | Wola Bierwiecka              | ↓              | 87,4           |
| Brak strefy         | Brak strefy        | Bartodzieje                  | ↓              | 89,4           |
| Brak strefy         | Brak strefy        | Lesiów                       | ↓              | 94,7           |
| Brak strefy         | Brak strefy        | Radom Stara Wola             | ↓              | 99,2           |
| Brak strefy         | Brak strefy        | Radom Północny               | ↓              | 101,4          |
| Brak strefy         | Brak strefy        | Radom Gołębiów               | 110,0          | 102,2          |
| Brak strefy         | Brak strefy        | Radom Główny                 | 113,5          | 105,7          |
| Brak strefy         | Brak strefy        | Radom Południowy             | 120,5          | ↓              |
| Brak strefy         | Brak strefy        | Rożki                        | 123,8          | ↓              |
| Brak strefy         | Brak strefy        | Dąbrówka Zabłotnia           | 127,3          | ↓              |
| Brak strefy         | Brak strefy        | Ruda Wielka                  | 129,2          | ↓              |
| Brak strefy         | Brak strefy        | Wola Lipieniecka             | 131,2          | ↓              |
| Brak strefy         | Brak strefy        | Jastrząb                     | 135,6          | ↓              |
| Brak strefy         | Brak strefy        | Gąsawy Plebańskie            | 139,2          | ↓              |
| Brak strefy         | Brak strefy        | Szydłowiec                   | 143,0          | ↓              |
| Brak strefy         | Brak strefy        | Lipowe Pole                  | 149,2          | ↓              |
| Brak strefy         | Brak strefy        | Skarżysko-Kamienna           | 154,0          | ↓              |
| [ 24 ] [ 25 ]       | [ 24 ] [ 25 ]      | [ 24 ] [ 25 ]                | [ 26 ]         | [ 27 ]         |

#### Warszawa – Góra Kalwaria (R80)
| Przebieg linii      | Przebieg linii     | Przebieg linii               | Przebieg linii |
| Strefa Biletowa ZTM | Strefa Biletowa KM | Stacja/Przystanek            | km             |
| ------------------- | ------------------ | ---------------------------- | -------------- |
| 1 Strefa Biletowa   | 1 Strefa Biletowa  | Warszawa Gdańska             | 0,000          |
| 1 Strefa Biletowa   | 1 Strefa Biletowa  | Warszawa Powązki             | 1,058          |
| 1 Strefa Biletowa   | 1 Strefa Biletowa  | Warszawa Koło                | 2,965          |
| 1 Strefa Biletowa   | 1 Strefa Biletowa  | Warszawa Młynów              | 4,254          |
| 1 Strefa Biletowa   | 1 Strefa Biletowa  | Warszawa Wola                | 5,161          |
| 1 Strefa Biletowa   | 1 Strefa Biletowa  | Warszawa Zachodnia P.9       | 7,336          |
| 1 Strefa Biletowa   | 1 Strefa Biletowa  | Warszawa Aleje Jerozolimskie | 10,421         |
| 1 Strefa Biletowa   | 1 Strefa Biletowa  | Warszawa Rakowiec            | 12,286         |
| 1 Strefa Biletowa   | 1 Strefa Biletowa  | Warszawa Żwirki i Wigury     | 13,327         |
| 1 Strefa Biletowa   | 1 Strefa Biletowa  | Warszawa Służewiec           | 15,008         |
| 1 Strefa Biletowa   | 1 Strefa Biletowa  | Warszawa Okęcie              | 16,352         |
| 1 Strefa Biletowa   | 1 Strefa Biletowa  | Warszawa Dawidy              | 20,754         |
| 1 Strefa Biletowa   | 1 Strefa Biletowa  | Warszawa Jeziorki            | 22,919         |
| 2 Strefa Biletowa   | 2 Strefa Biletowa  | Nowa Iwiczna                 | 25,053         |
| 2 Strefa Biletowa   | 2 Strefa Biletowa  | Piaseczno                    | 28,041         |
| 2 Strefa Biletowa   | 2 Strefa Biletowa  | Zalesie Górne                | 32,767         |
| Brak strefy         | 3 Strefa Biletowa  | Ustanówek                    | 36,594         |
| Brak strefy         | 3 Strefa Biletowa  | Czachówek Górny              | 39,824         |
| Brak strefy         | 3 Strefa Biletowa  | Czachówek Południowy         | 40,774         |
| Brak strefy         | 3 Strefa Biletowa  | Czachówek Wschodni           | 42,398         |
| Brak strefy         | 3 Strefa Biletowa  | Góra Kalwaria                | 49,436         |
| [ 25 ]              |                    |                              |                |

#### Radom – Dęblin (R81)
| Przebieg linii         | Przebieg linii          | Przebieg linii |
| Strefa Biletowa KM/ZTM | Stacja/Przystanek       | km             |
| ---------------------- | ----------------------- | -------------- |
| Brak strefy            | Radom Główny            | 0,000          |
| Brak strefy            | Rajec Poduchowny        | 5,601          |
| Brak strefy            | Antoniówka              | 13,508         |
| Brak strefy            | Groszowice Wrzosów      | 20,541         |
| Brak strefy            | Jedlnia Letnisko        | 25,763         |
| Brak strefy            | Jedlnia Kościelna       | 32,501         |
| Brak strefy            | Pionki Zachodnie        | 34,258         |
| Brak strefy            | Pionki                  | 37,256         |
| Brak strefy            | Żytkowice               | 43,549         |
| Brak strefy            | Garbatka-Letnisko       | 45,350         |
| Brak strefy            | Bąkowiec                | 47,106         |
| Brak strefy            | Zajezierze koło Dęblina | 49,100         |
| Brak strefy            | Dęblin                  | 56,673         |
| [ 28 ]                 |                         |                |

#### Radom – Drzewica (R82)
| Przebieg linii         | Przebieg linii      | Przebieg linii |
| Strefa Biletowa KM/ZTM | Stacja/Przystanek   | km             |
| ---------------------- | ------------------- | -------------- |
| Brak strefy            | Radom Główny        | 0,000          |
| Brak strefy            | Radom Potkanów      | 6,480          |
| Brak strefy            | Kosów               | 9,310          |
| Brak strefy            | Kończyce Radomskie  | 10,549         |
| Brak strefy            | Wolanów             | 13,877         |
| Brak strefy            | Chronów             | 18,675         |
| Brak strefy            | Podbór              | 22,435         |
| Brak strefy            | Wieniawa            | 28,478         |
| Brak strefy            | Skrzynno            | 33,215         |
| Brak strefy            | Przysucha           | 37,846         |
| Brak strefy            | Smogorzów Przysuski | 42,248         |
| Brak strefy            | Zygmuntów           | 45,133         |
| Brak strefy            | Bieliny Opoczyńskie | 50,125         |
| Brak strefy            | Drzewica            | 53,257         |
| [ 29 ]                 |                     |                |

### R-9

#### Warszawa – Działdowo (R90)

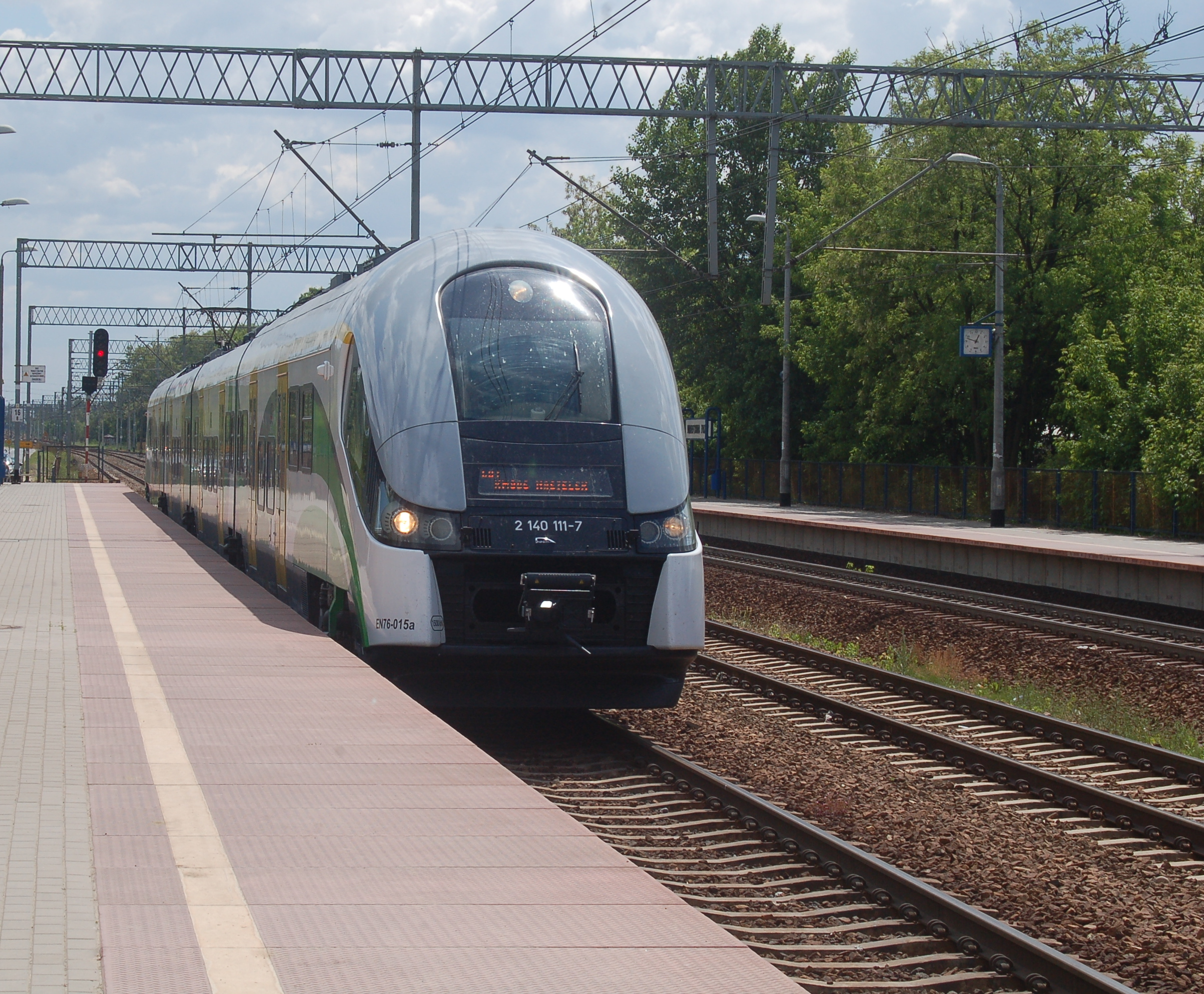
EN76-015 na stacji Warszawa Płudy

| Przebieg linii      | Przebieg linii     | Przebieg linii          | Przebieg linii |
| Strefa Biletowa ZTM | Strefa Biletowa KM | Stacja/Przystanek       | km             |
| ------------------- | ------------------ | ----------------------- | -------------- |
| 1 Strefa Biletowa   | 1 Strefa Biletowa  | Warszawa Zachodnia P. 9 | 0,000          |
| 1 Strefa Biletowa   | 1 Strefa Biletowa  | Warszawa Wola           | 1,190          |
| 1 Strefa Biletowa   | 1 Strefa Biletowa  | Warszawa Młynów         | 2,140          |
| 1 Strefa Biletowa   | 1 Strefa Biletowa  | Warszawa Koło           | 3,023          |
| 1 Strefa Biletowa   | 1 Strefa Biletowa  | Warszawa Powązki        | 4,568          |
| 1 Strefa Biletowa   | 1 Strefa Biletowa  | Warszawa Gdańska        | 6,174          |
| 1 Strefa Biletowa   | 1 Strefa Biletowa  | Warszawa ZOO            | 7,840          |
| 1 Strefa Biletowa   | 1 Strefa Biletowa  | Warszawa Praga          | 9,926          |
| 1 Strefa Biletowa   | 1 Strefa Biletowa  | Warszawa Toruńska       | 11,871         |
| 1 Strefa Biletowa   | 1 Strefa Biletowa  | Warszawa Żerań          | 14,363         |
| 1 Strefa Biletowa   | 1 Strefa Biletowa  | Warszawa Płudy          | 16,702         |
| 1 Strefa Biletowa   | 1 Strefa Biletowa  | Warszawa Choszczówka    | 19,527         |
| 2 Strefa Biletowa   | 2 Strefa Biletowa  | Legionowo               | 25,017         |
| 2 Strefa Biletowa   | 2 Strefa Biletowa  | Legionowo Przystanek    | 27,305         |
| Brak Strefy         | 2 Strefa Biletowa  | Chotomów                | 29,239         |
| Brak Strefy         | 3 Strefa Biletowa  | Janówek                 | 36,599         |
| Brak Strefy         | 3 Strefa Biletowa  | Nowy Dwór Mazowiecki    | 40,268         |
| Brak Strefy         | 3 Strefa Biletowa  | Modlin                  | 43,933         |
| Brak Strefy         | Brak Strefy        | Pomiechówek             | 48,380         |
| Brak Strefy         | Brak Strefy        | Brody Warszawskie       | 53,020         |
| Brak Strefy         | Brak Strefy        | Studzianki Nowe         | 55,627         |
| Brak Strefy         | Brak Strefy        | Nasielsk                | 59,980         |
| Brak Strefy         | Brak Strefy        | Kątne                   | 63,785         |
| Brak Strefy         | Brak Strefy        | Jackowo Dworskie        | 66,651         |
| Brak Strefy         | Brak Strefy        | Świercze                | 71,255         |
| Brak Strefy         | Brak Strefy        | Kałęczyn                | 75,528         |
| Brak Strefy         | Brak Strefy        | Gąsocin                 | 79,475         |
| Brak Strefy         | Brak Strefy        | Gołotczyzna             | 85,230         |
| Brak Strefy         | Brak Strefy        | Ciechanów Przemysłowy   | 95,220         |
| Brak Strefy         | Brak Strefy        | Ciechanów               | 97,866         |
| Brak Strefy         | Brak Strefy        | Czeruchy                | 106,128        |
| Brak Strefy         | Brak Strefy        | Krośnice Mazowieckie    | 109,924        |
| Brak Strefy         | Brak Strefy        | Konopki                 | 113,665        |
| Brak Strefy         | Brak Strefy        | Stupsk Mazowiecki       | 116,956        |
| Brak Strefy         | Brak Strefy        | Wyszyny                 | 122,230        |
| Brak Strefy         | Brak Strefy        | Mława Miasto            | 127,955        |
| Brak Strefy         | Brak Strefy        | Mława                   | 130,183        |
| Brak Strefy         | Brak Strefy        | Iłowo                   | 136,260        |
| Brak Strefy         | Brak Strefy        | Narzym                  | 140,140        |
| Brak Strefy         | Brak Strefy        | Działdowo               | 148,021        |
| [ 30 ]              |                    |                         |                |

#### Nasielsk – Sierpc (R91)

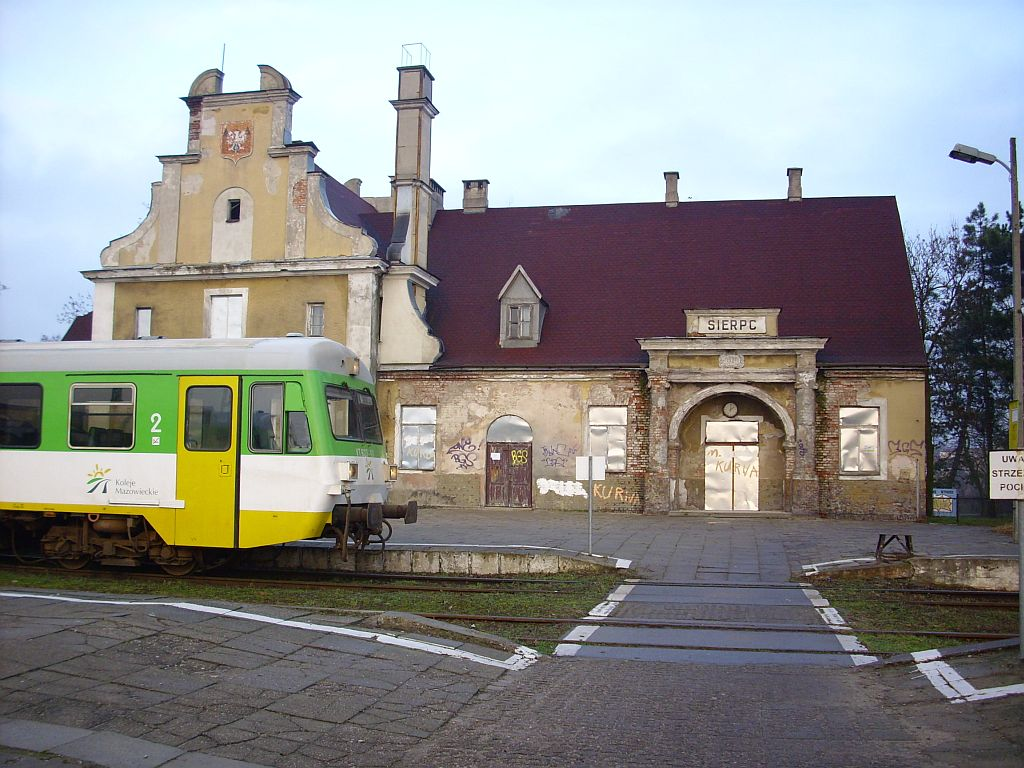
Szynobus Kolei Mazowieckich w Sierpcu

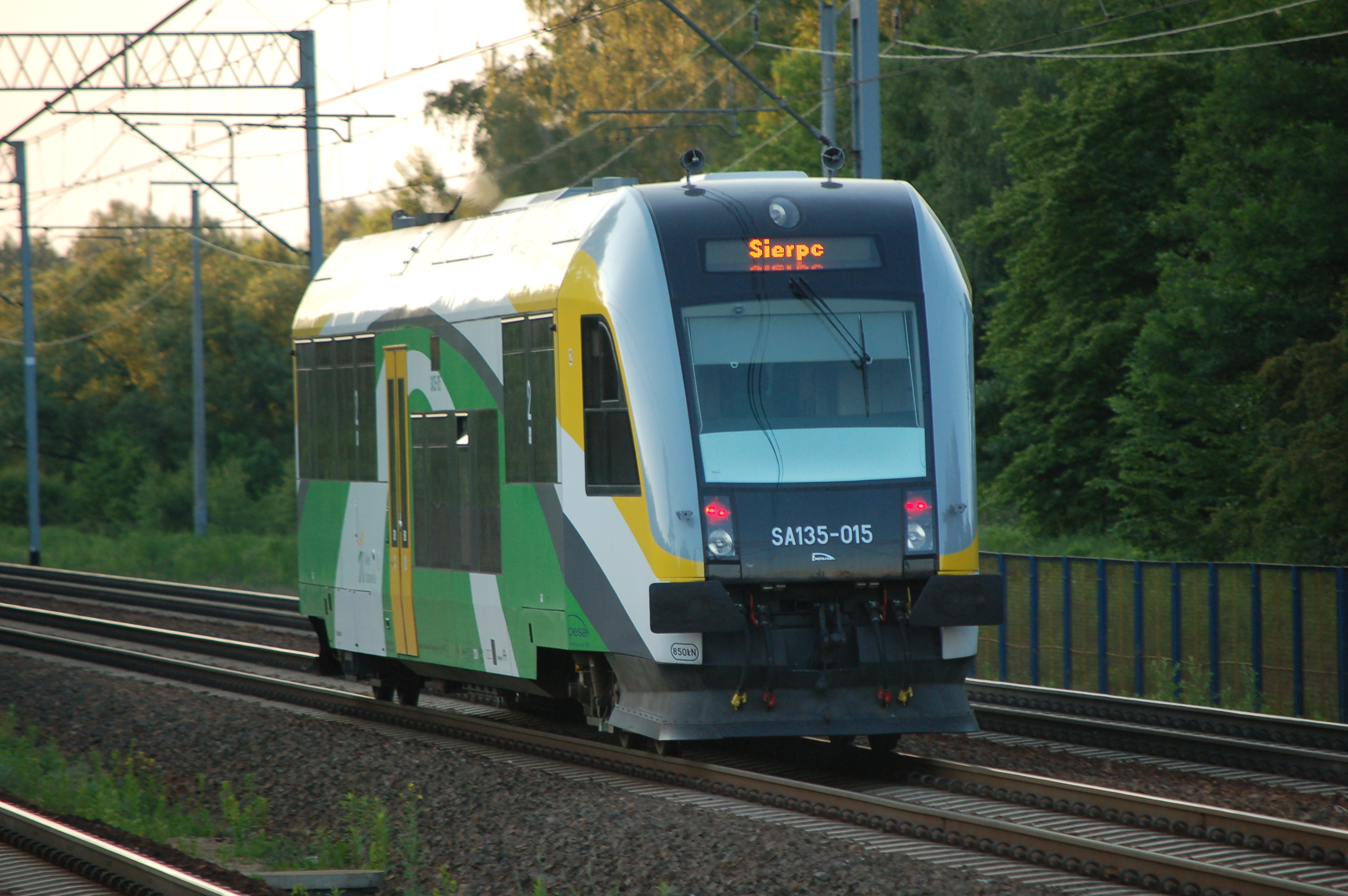
SA135 jako pociąg przyśpieszony w relacji Warszawa Gdańska – Sierpc

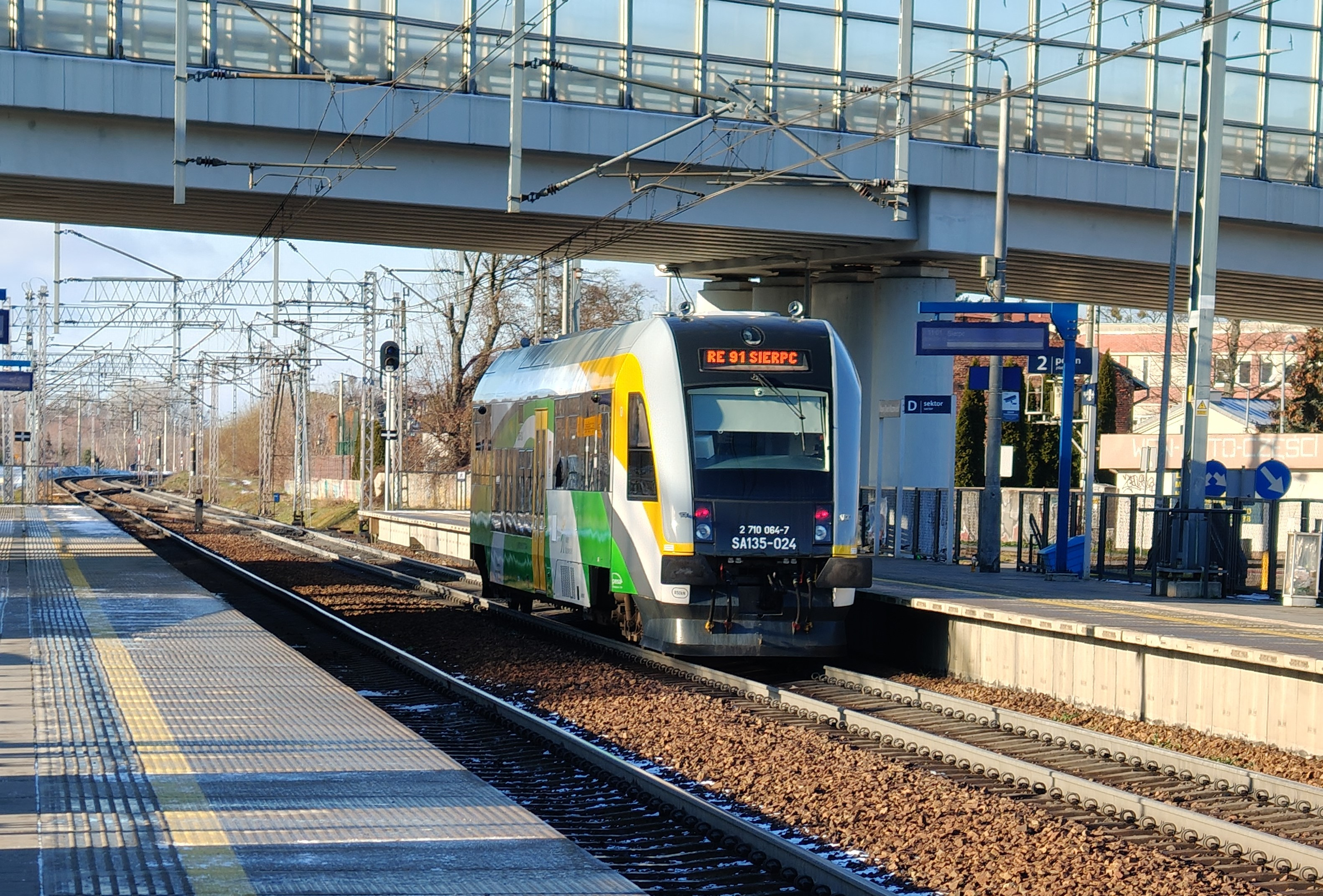
Szynobus Kolei Mazowieckich relacji RE91 (Nowy Dwór Mazowiecki – Sierpc) na stacji Nowy Dwór Mazowiecki

| Przebieg linii         | Przebieg linii    | Przebieg linii |
| Strefa Biletowa KM/ZTM | Stacja/Przystanek | km             |
| ---------------------- | ----------------- | -------------- |
| Brak Strefy            | Nasielsk          | 0,000          |
| Brak Strefy            | Cieksyn           | 8,406          |
| Brak Strefy            | Wkra              | 14,821         |
| Brak Strefy            | Dalanówek         | 22,236         |
| Brak Strefy            | Płońsk            | 29,640         |
| Brak Strefy            | Arcelin           | 35,868         |
| Brak Strefy            | Baboszewo         | 40,627         |
| Brak Strefy            | Kaczorowo         | 48,253         |
| Brak Strefy            | Raciąż            | 55,749         |
| Brak Strefy            | Koziebrody        | 65,135         |
| Brak Strefy            | Zawidz Kościelny  | 72,027         |
| Brak Strefy            | Zawidz            | 74,358         |
| Brak Strefy            | Mieszaki          | 81,058         |
| Brak Strefy            | Sierpc            | 87,820         |
| [ 31 ]                 |                   |                |

#### Tłuszcz – Sierpc i Sierpc – Tłuszcz (RE91/92)

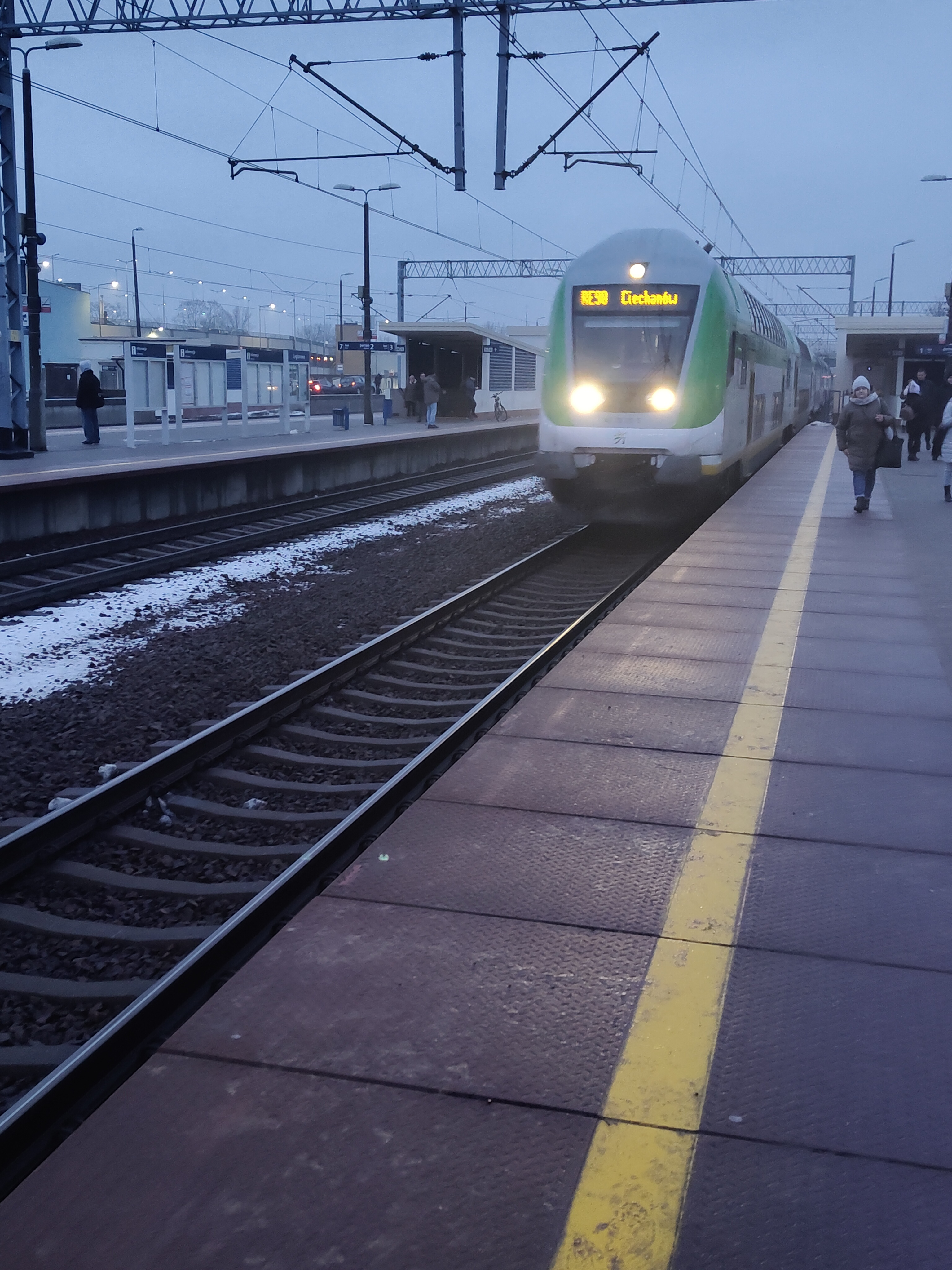
Pociąg przyśpieszony "Ciechan" relacji RE90 (Warszawa Zachodnia - Ciechanów) na stacji Legionowo

| Przebieg linii      | Przebieg linii     | Przebieg linii       |
| Strefa Biletowa ZTM | Strefa Biletowa KM | Stacja/Przystanek    |
| ------------------- | ------------------ | -------------------- |
| Brak Strefy         | 3 Strefa Biletowa  | Tłuszcz              |
| Brak Strefy         | 3 Strefa Biletowa  | Krusze               |
| Brak Strefy         | 3 Strefa Biletowa  | Radzymin             |
| Brak Strefy         | 3 Strefa Biletowa  | Dąbkowizna           |
| Brak Strefy         | 3 Strefa Biletowa  | Nieporęt             |
| Brak Strefy         | 2 Strefa Biletowa  | Wieliszew            |
| Brak Strefy         | 2 Strefa Biletowa  | Michałów Reginów     |
| 2 Strefa Biletowa   | 2 Strefa Biletowa  | Legionowo Piaski     |
| 2 Strefa Biletowa   | 2 Strefa Biletowa  | Legionowo przystanek |
| Brak Strefy         | 3 Strefa Biletowa  | Nowy Dwór Mazowiecki |
| Brak Strefy         | 3 Strefa Biletowa  | Modlin               |
| Brak Strefy         | Brak Strefy        | Nasielsk             |
| Brak Strefy         | Brak Strefy        | Cieksyn              |
| Brak Strefy         | Brak Strefy        | Wkra                 |
| Brak Strefy         | Brak Strefy        | Dalanówek            |
| Brak Strefy         | Brak Strefy        | Płońsk               |
| Brak Strefy         | Brak Strefy        | Arcelin              |
| Brak Strefy         | Brak Strefy        | Baboszewo            |
| Brak Strefy         | Brak Strefy        | Kaczorowo            |
| Brak Strefy         | Brak Strefy        | Raciąż               |
| Brak Strefy         | Brak Strefy        | Koziebrody           |
| Brak Strefy         | Brak Strefy        | Zawidz Kościelny     |
| Brak Strefy         | Brak Strefy        | Zawidz               |
| Brak Strefy         | Brak Strefy        | Mieszaki             |
| Brak Strefy         | Brak Strefy        | Sierpc               |
| [ 31 ] [ 32 ]       |                    |                      |

### Ekspresy regionalne
Koleje Mazowieckie uruchamiają ekspresy regionalne na następujących trasach:
| Nazwa                       | Oznaczenie | Relacja                                                  |
| --------------------------- | ---------- | -------------------------------------------------------- |
| Wiedenka                    | RE1        | Warszawa Wschodnia – Skierniewice                        |
| -                           | RE1        | Warszawa Wschodnia – Żyrardów                            |
| Bolimek                     | RE1/RE2    | Skierniewice – Warszawa Wschodnia                        |
| Bolimek                     | RE1/RE2    | Skierniewice – Siedlce                                   |
| Łukowiak                    | RE2        | Warszawa Zachodnia – Łuków                               |
| -                           | RE2        | Warszawa Zachodnia – Łuków/Siedlce                       |
| -                           | RE2        | Żyrardów – Siedlce                                       |
| Łukowianka                  | RE2/RE8    | Warszawa Służewiec – Łuków                               |
| Łukowianka                  | RE2/RE8    | Łuków – Warszawa Służewiec                               |
| Czeremszak                  | RE2/RE21   | Warszawa Wschodnia – Czeremcha                           |
| Bzura                       | RE3        | Warszawa Wschodnia – Łowicz Główny                       |
| Mazoviak, Mazovia, Siemowit | RE3/RE31   | Warszawa Wschodnia – Płock                               |
| Czyżyk                      | RE6/RE1    | Warszawa Zachodnia – Czyżew                              |
| Czyżyk                      | RE6/RE1    | Czyżew – Grodzisk Mazowiecki                             |
| -                           | RE6        | Warszawa Wschodnia – Tłuszcz                             |
| -                           | RE6        | Ostrołęka – Warszawa Zachodnia                           |
| Kurpiak                     | RE61/RE3   | Warszawa Zachodnia – Ostrołęka                           |
| Kurpiak                     | RE61/RE3   | Ostrołęka – Łowicz Główny                                |
| Radomiak                    | RE80       | Warszawa Wschodnia – Skarżysko-Kamienna                  |
| Radomianka                  | RE80       | Warszawa Wschodnia – Radom Główny                        |
| -                           | RE80       | Działdowo – Radom Główny                                 |
| -                           | RE80       | Warszawa Gdańska/Warszawa Wschodnia– Radom Główny        |
| -                           | RE80       | Warszawa Gdańska/Warszawa Wschodnia – Skarżysko-Kamienna |
| Kamienna                    | RE80/RE90  | Warszawa Gdańska – Skarżysko-Kamienna                    |
| Kamienna                    | RE80/RE90  | Skarżysko-Kamienna – Ciechanów                           |
| Ciechan                     | RE90       | Warszawa Zachodnia – Ciechanów                           |
| Działdowiak                 | RE90       | Warszawa Zachodnia – Działdowo                           |
| -                           | RE90       | Warszawa Gdańska/Warszawa Zachodnia – Działdowo          |
| -                           | RE91/92    | Sierpc - Tłuszcz (przez Wieliszew)                       |

### Ekspresy krajowe
Koleje Mazowieckie uruchamiają ekspresy krajowe na następujących trasach:
| Nazwa         | Oznaczenie | Relacja                            | Uwagi               |
| ------------- | ---------- | ---------------------------------- | ------------------- |
| Słoneczny     | RE9        | Warszawa Zachodnia – Ustka         | kursuje tylko latem |
| Słoneczny Bis | RE9        | Warszawa Zachodnia – Gdynia Główna | kursuje tylko latem |
| Dragon        | -          | Warszawa Wschodnia – Kraków Główny | zawieszony          |

## Tabor

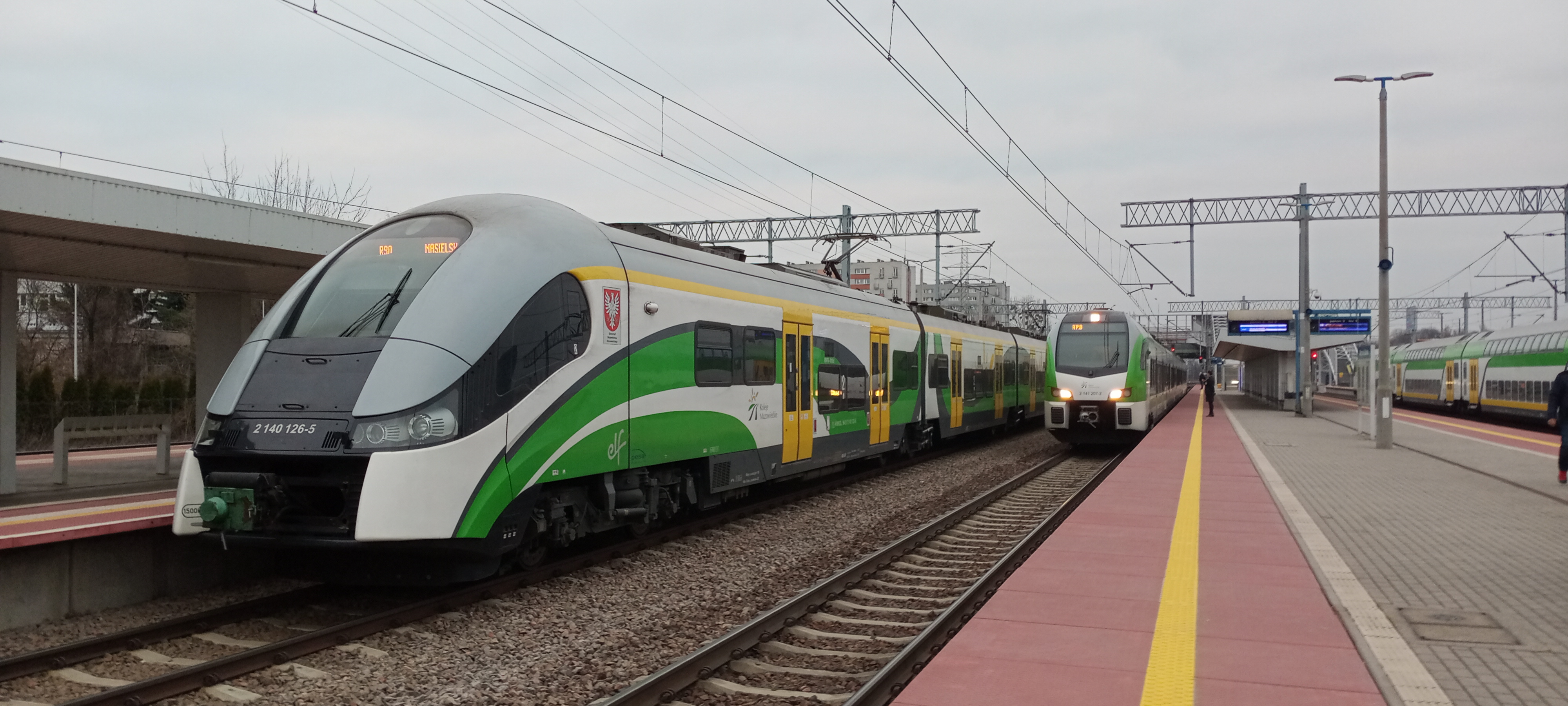
Elf i Flirt Kolei Mazowieckich na dworcu Warszawa Gdańska

Tabor Kolei Mazowieckich składa się głównie z elektrycznych zespołów trakcyjnych – używanych pozyskanych od innych przewoźników krajowych i państw bałkańskich oraz zmodernizowanych przez ZNTK „Mińsk Mazowiecki” i Newag, a także nowych dostarczonych przez Stadlera, Pesę i Newag. Ponadto przewoźnik eksploatuje pojazdy spalinowe – używane pozyskane z Niemiec oraz nowe wyprodukowane przez Pesę i Newag. Na stanie spółki są także lokomotywy elektryczne i wagony piętrowe Bombardiera i Pesy.
W 2016 Koleje Mazowieckie zrezygnowały z rozważanego od kilku lat przedłużenia o jeden człon jednostek Stadlera i Pesy oraz zdecydowały o zakupie nowych pojazdów. W 2017 spółka ogłosiła przetarg na dostawę w latach 2018–2022 nowych 71 EZT – 61 pięcio- i 10 dwuczłonowych. Koleje Mazowieckie wybrały ofertę Stadlera, który zaoferował najnowszą wersję pojazdu typu Flirt. 17 stycznia 2018 podpisano umowę ramową
31 maja 2017 zakłady ZNTK „Mińsk Mazowiecki” ukończyły kontrakt na modernizację 39 sztuk EZT serii EN57, tym samym przewoźnik zakończył przebudowy tych pojazdów. Na lata 2017–2019 zaplanowano wycofanie z użytku i sprzedaż niezmodernizowanych jednostek tej serii. 20 października 2017 Koleje Mazowieckie ogłosiły postępowanie które ma na celu sprzedaż 15 sztuk EZT serii EN57.
Przewoźnik ma w swojej strukturze cztery Sekcje Napraw i Eksploatacji Taboru: Warszawa Grochów, Warszawa Ochota, Tłuszcz i Sochaczew. Wykonywane są w nich przeglądy taboru poziomów od P1 do P3. W 2017 Koleje Mazowieckie rozpoczęły projekt rozbudowy zaplecza w Sochaczewie i dostosowania go do przeprowadzania napraw P4. Ponadto istnieją plany budowy zaplecza w Radomiu do wykonywania przeglądów P1 i P2.
W maju 2021 spółka rozpoczęła złomowanie pierwszych pojazdów serii EN57, ponieważ nie było chętnych na ich kupno. Pierwszymi jednostkami które skasowano były jednostki o numerach: 1901, 1904, 1907, 1913 i 1914. W 2022 roku podjęto decyzję o zezłomowaniu następnych jednostek o numerach: 1942, 1941, 1930, 1935, 1939, 1924. Ich miejsce zajęły nowe jednostki ER160 Stadler Flirt.  

### Elektryczne zespoły trakcyjne
| Pojazd      | Liczba sztuk | Producent | Modernizator                  | Rok wprowadzenia do ruchu |                             |
| ----------- | ------------ | --------- | ----------------------------- | ------------------------- | --------------------------- |
| EN57        | 2            | Pafawag   | –                             | 2005                      | [ 65 ] [ 66 ] [ 67 ] [ 56 ] |
| EN57AKM     | 71           | Pafawag   | ZNTK „Mińsk Mazowiecki” Newag | 2009                      | [ 66 ] [ 38 ]               |
| EN57AL      | 66           | Pafawag   | ZNTK „Mińsk Mazowiecki”       | 2014                      | [ 68 ] [ 56 ]               |
| EN71        | 1            | Pafawag   | ZNTK „Mińsk Mazowiecki”       | 2007                      | [ 69 ] [ 37 ]               |
| EN71KM      | 2            | Pafawag   | ZNTK „Mińsk Mazowiecki”       | 2010                      | [ 69 ] [ 37 ]               |
| EW60        | 2            | Pafawag   | ZNTK „Mińsk Mazowiecki”       | 2007                      | [ 35 ] [ 36 ]               |
| ER75 FLIRT  | 10           | Stadler   | –                             | 2008                      | [ 35 ] [ 39 ]               |
| EN76 Elf    | 16           | Pesa      | –                             | 2011                      | [ 35 ] [ 40 ]               |
| 45WE Impuls | 12           | Newag     | –                             | 2015                      | [ 41 ] [ 42 ]               |
| ER160 FLIRT | 61 z 111     | Stadler   | –                             | 2020                      | [ 70 ] [ 71 ] [ 72 ] [ 73 ] |
| Razem: 247  |              |           |                               |                           |                             |

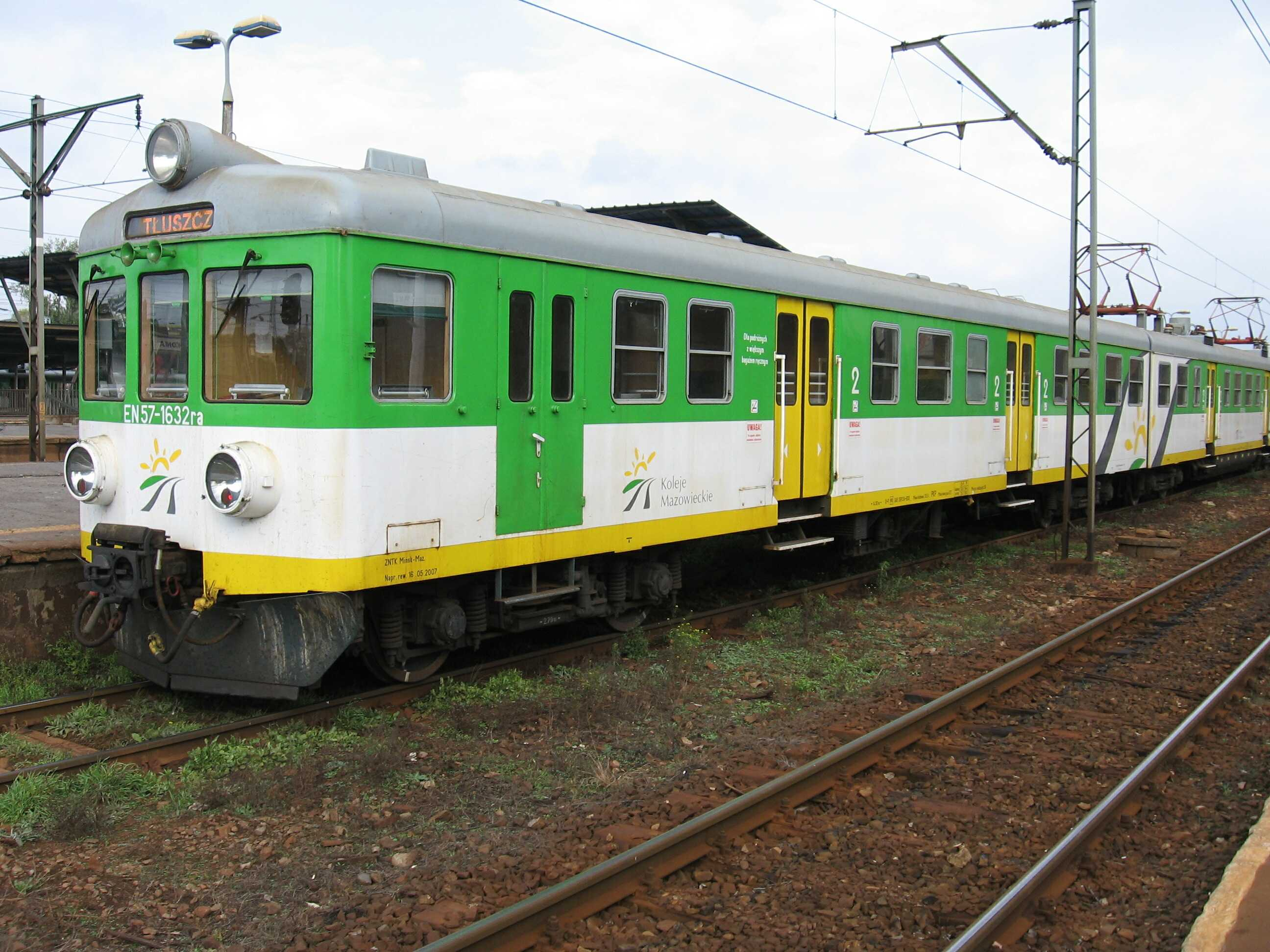
EN57
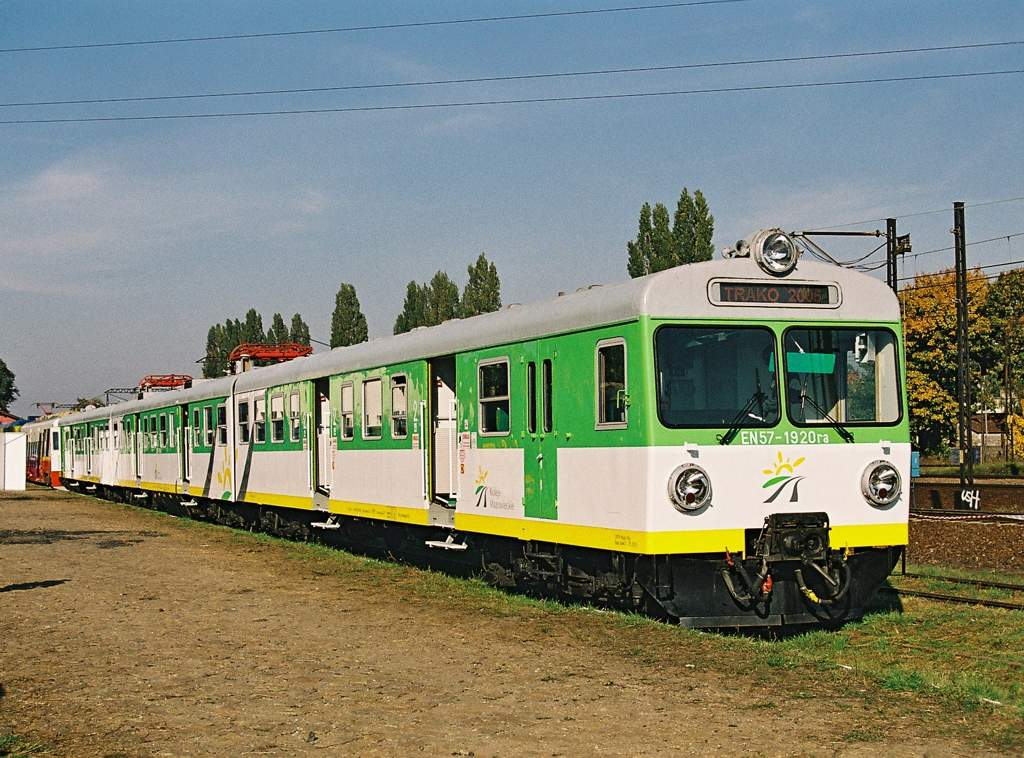
EN57 III serii
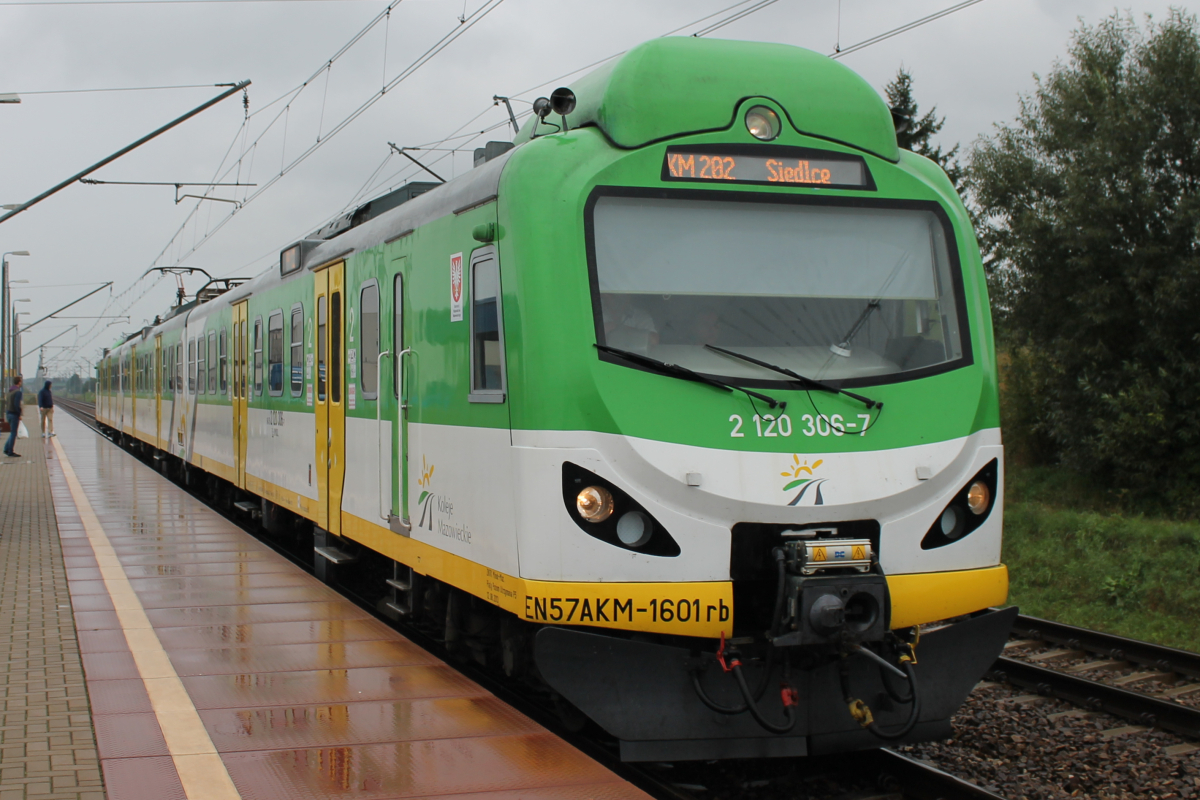
EN57AKM
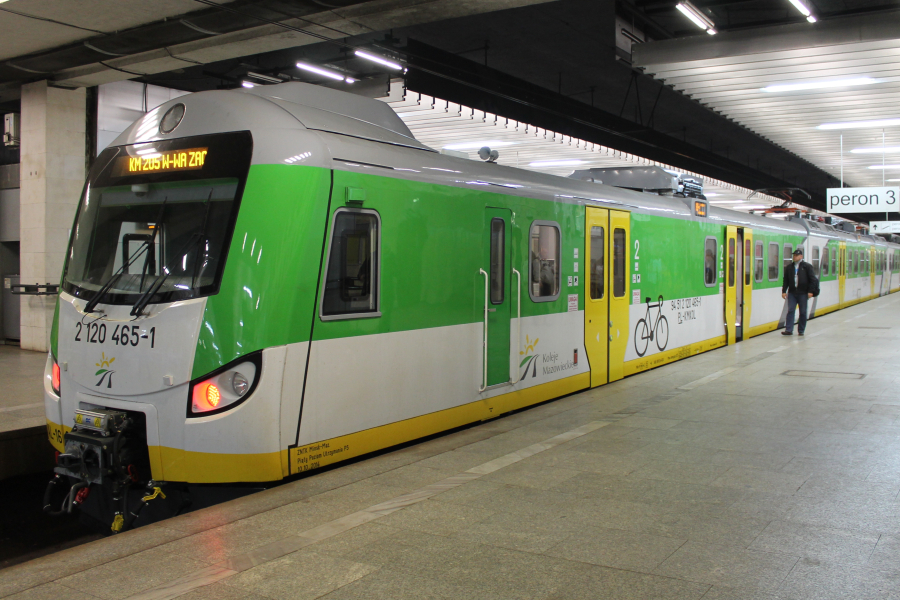
EN57AL
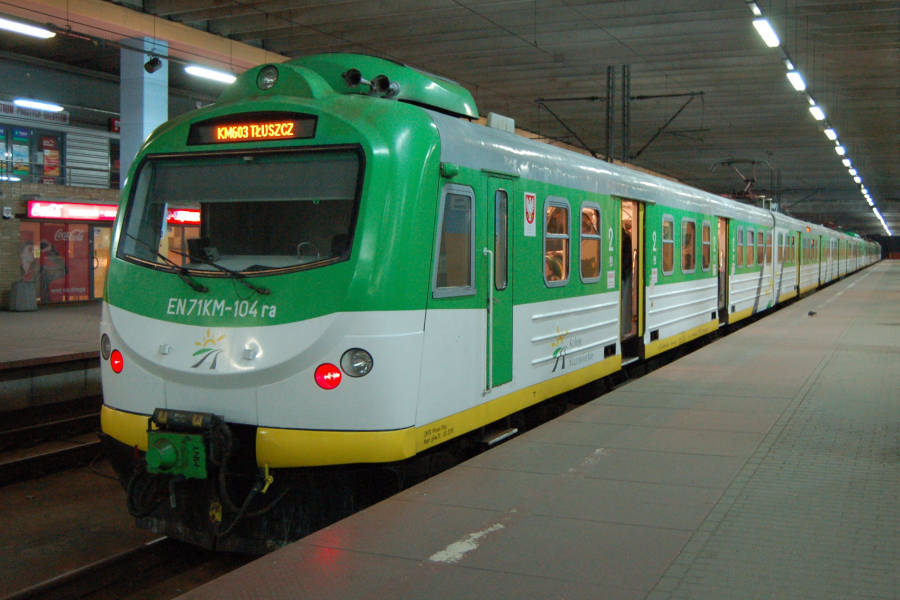
EN71KM
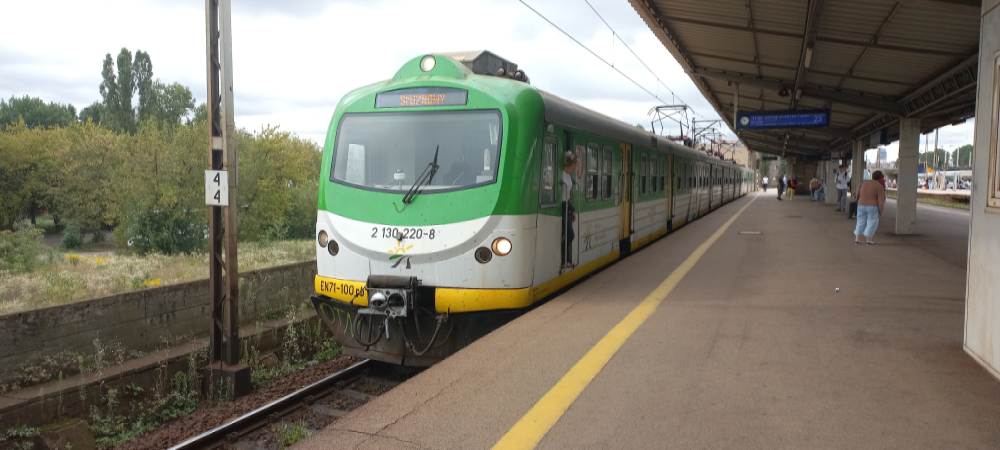
EN71
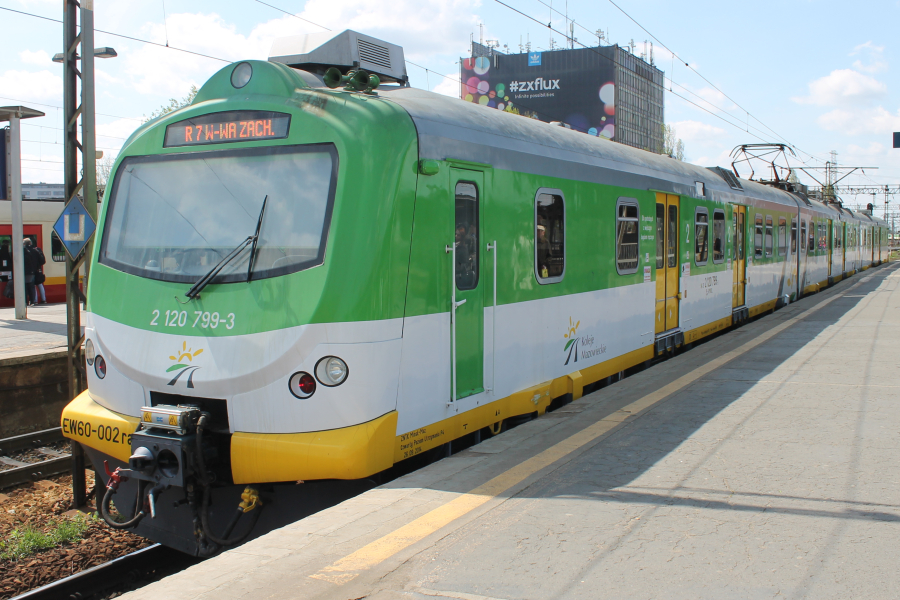
EW60
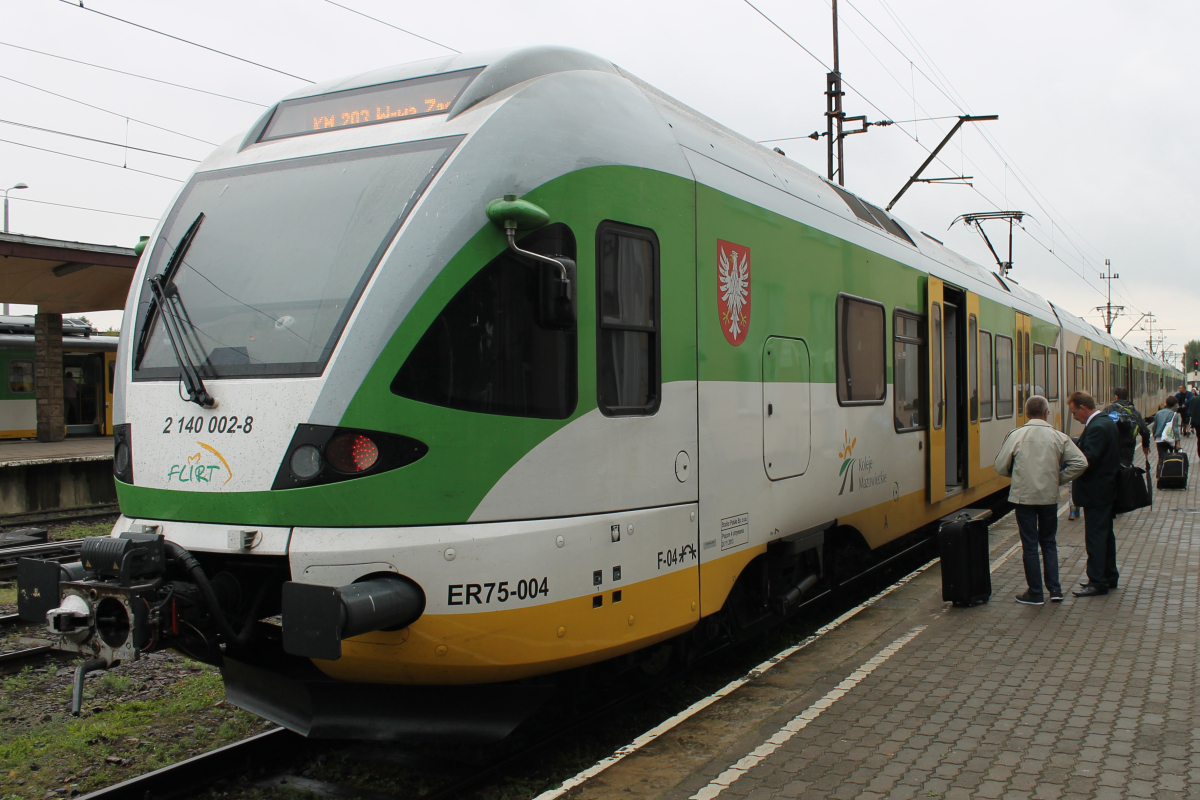
ER75 FLIRT
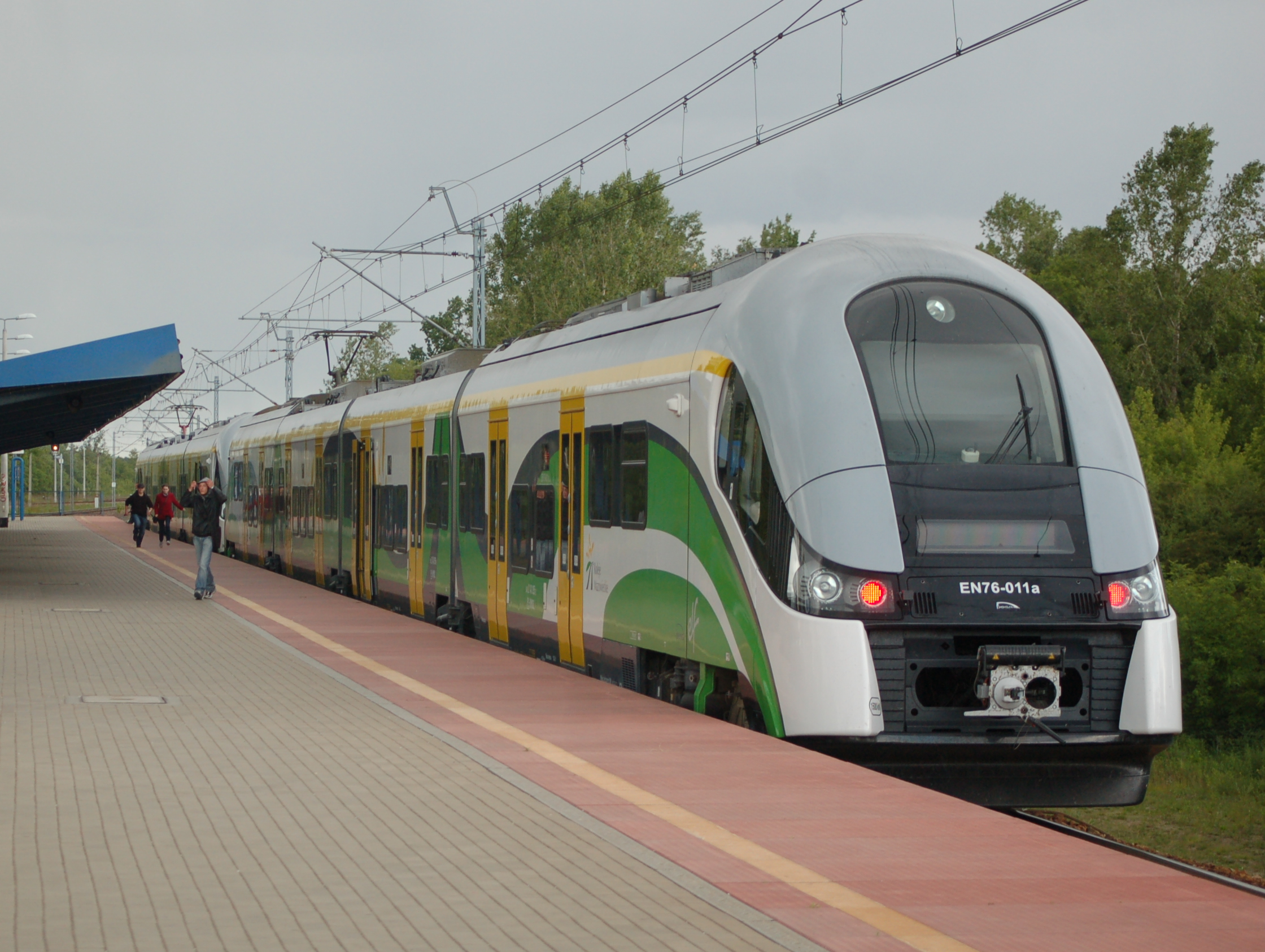
EN76 Elf
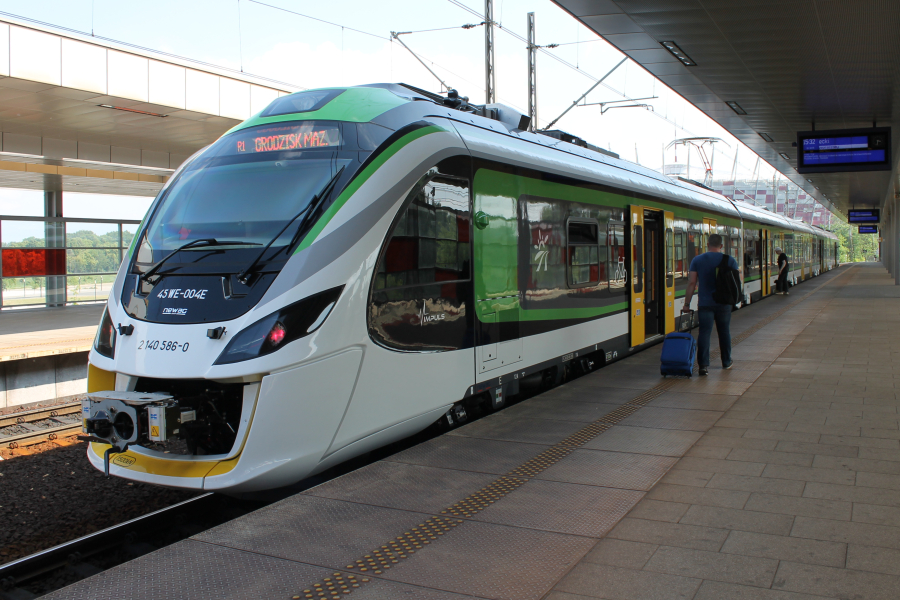
45WE Impuls
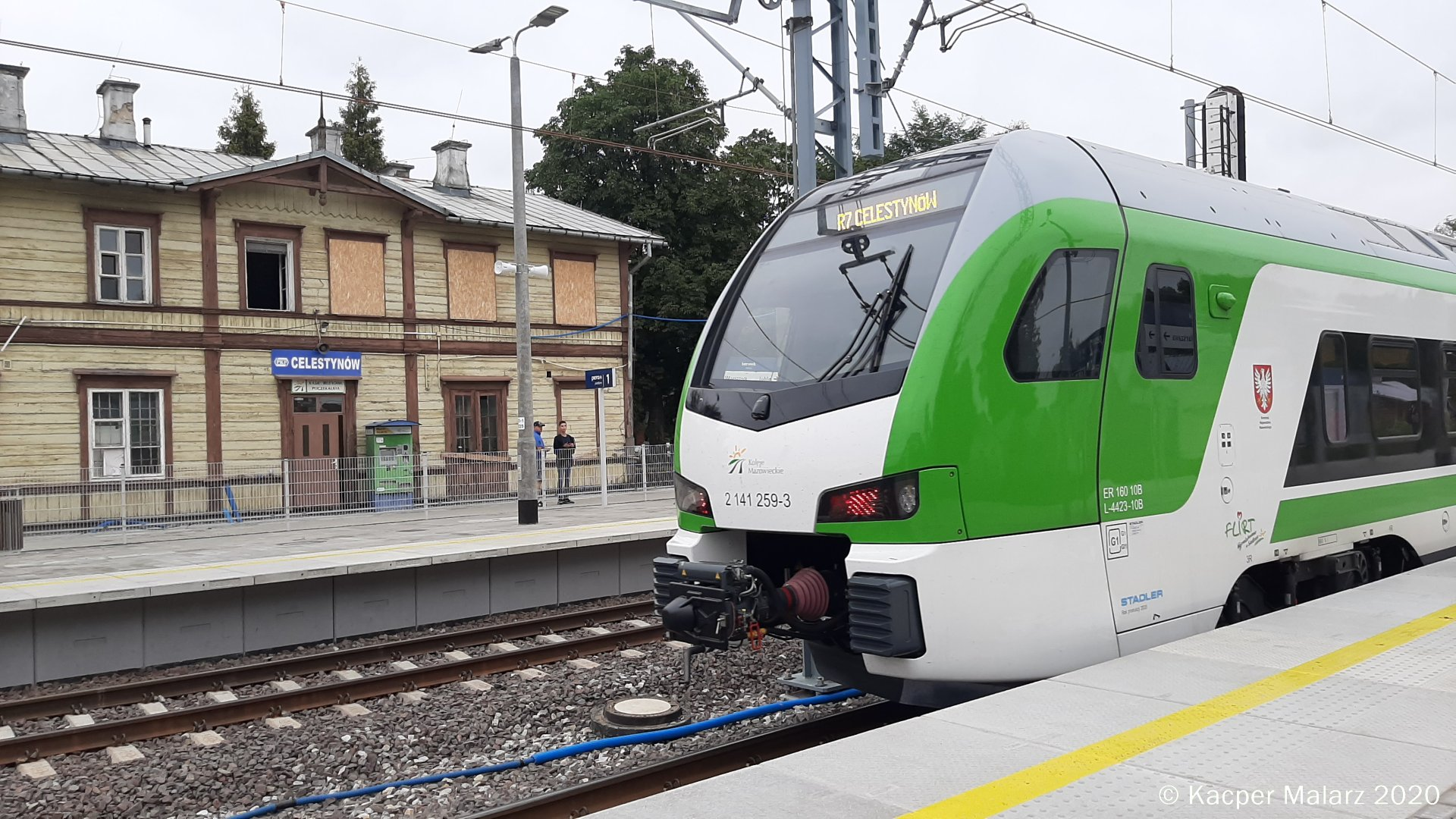
ER160 FLIRT

### Spalinowe zespoły trakcyjne i wagony silnikowe
| Pojazd | Liczba sztuk | Producent                  | Rok wprowadzenia do ruchu |                                    |
| ------ | ------------ | -------------------------- | ------------------------- | ---------------------------------- |
| VT627  | 4 (7)        | LHB MaK                    | 2005                      | [ 35 ] [ 43 ] [ 74 ] [ 75 ]        |
| VT628  | 1 (4)        | Waggonfabrik Uerdingen LHB | 2005                      | [ 35 ] [ 44 ] [ 74 ] [ 75 ] [ 76 ] |
| SA135  | 7            | Pesa                       | 2011                      | [ 35 ] [ 45 ] [ 77 ]               |
| 222M   | 1 (2)        | Newag                      | 2013                      | [ 35 ] [ 46 ] [ 78 ]               |
| 231Ma  | 0 z 6        | Pesa                       | 2028                      | [ 79 ]                             |

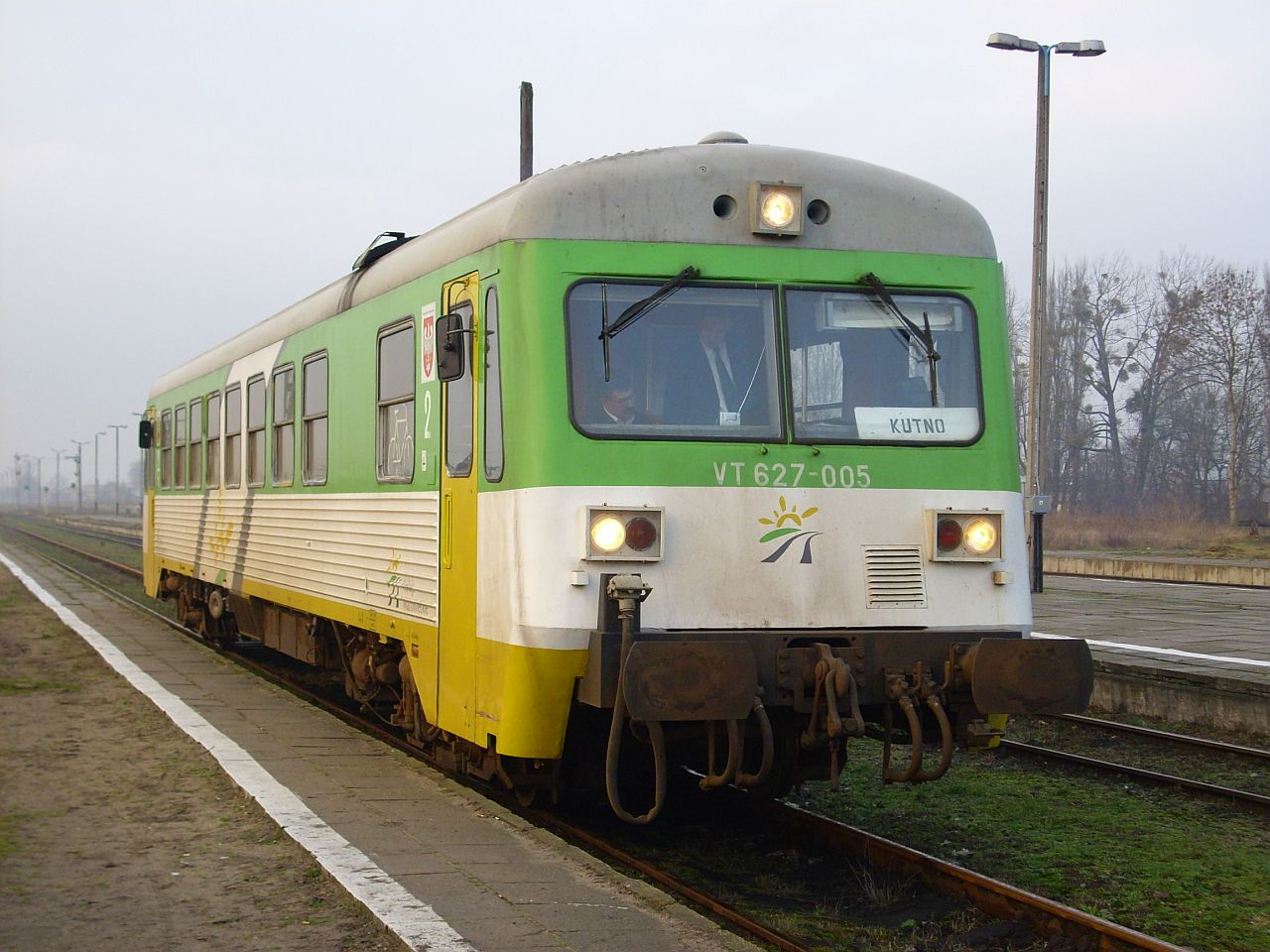
VT627
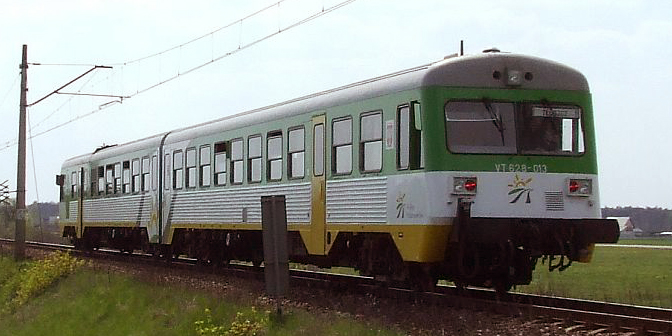
VT628
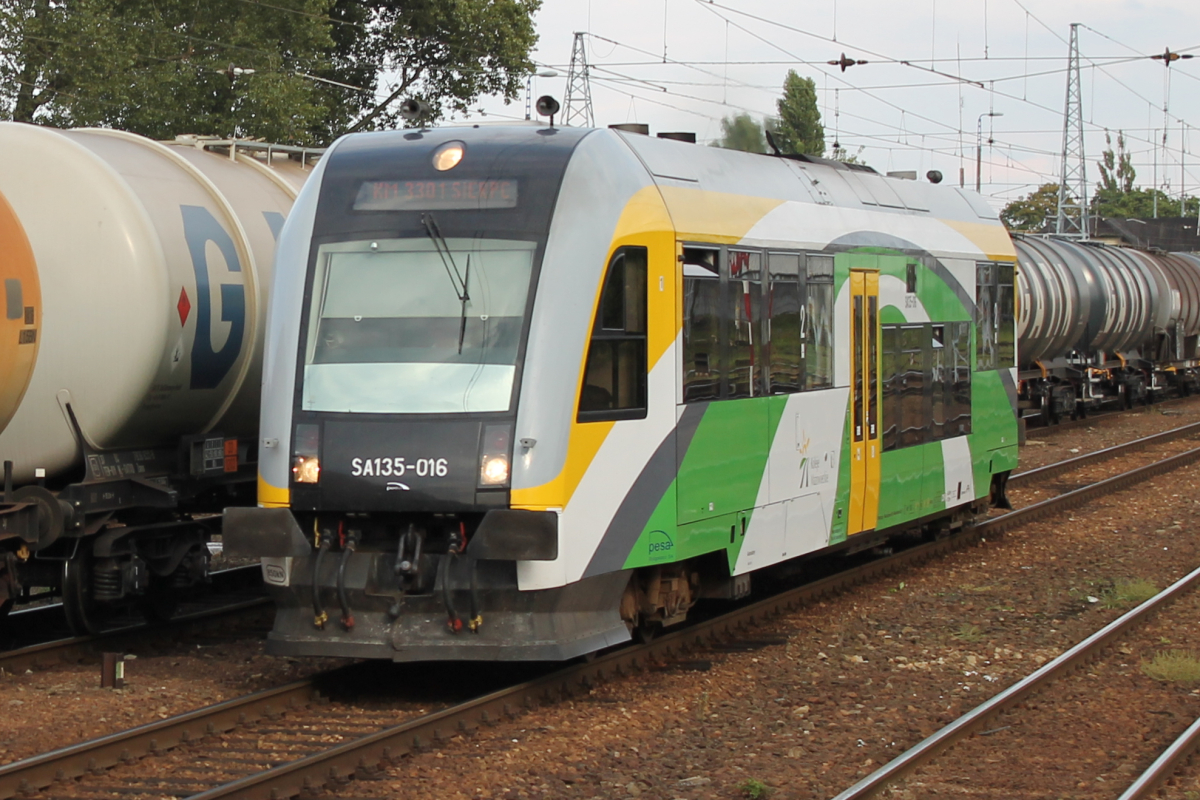
SA135
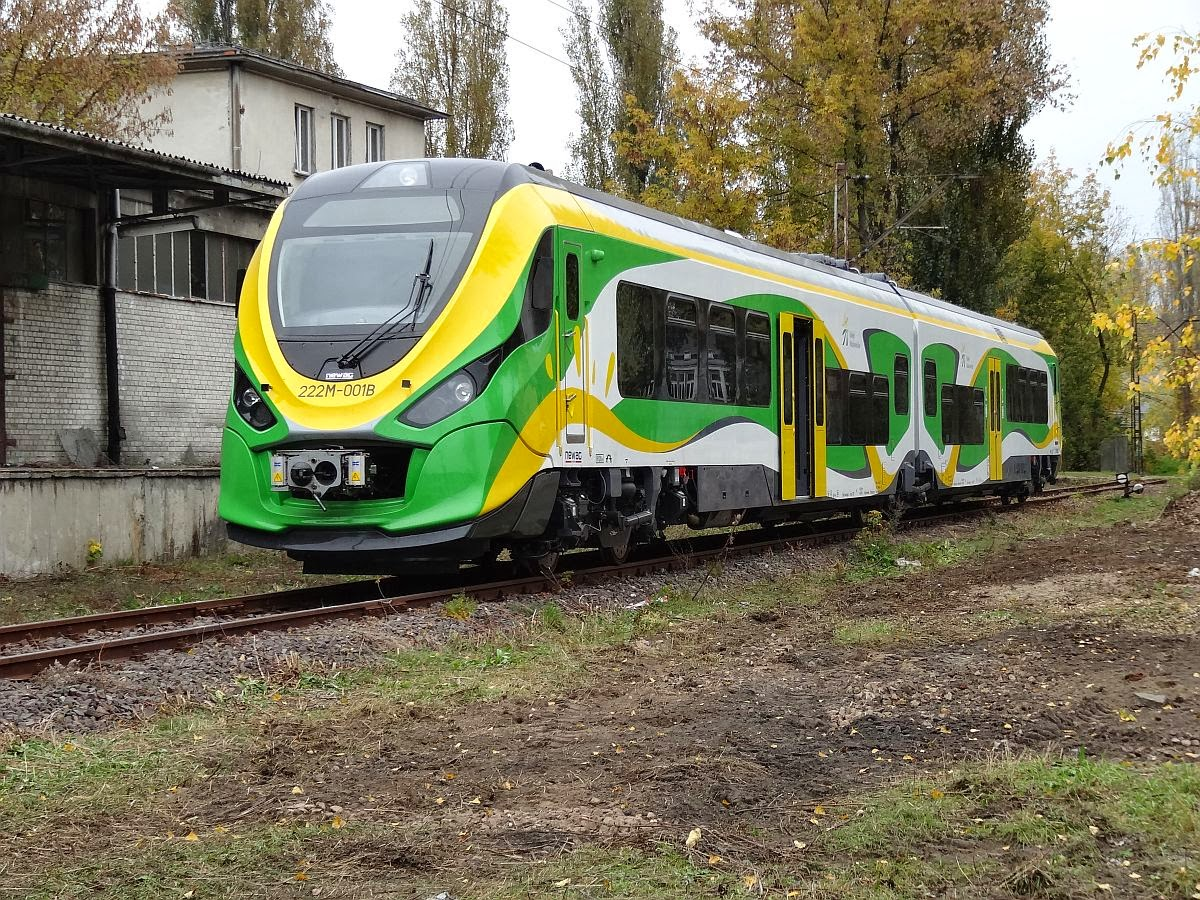
222M

### Lokomotywy elektryczne
| Pojazd      | Liczba sztuk | Producent  | Rok wprowadzenia do ruchu |                             |
| ----------- | ------------ | ---------- | ------------------------- | --------------------------- |
| EU47 Hetman | 11           | Bombardier | 2011                      | [ 80 ]                      |
| 111Eb Gama  | 2            | Pesa       | 2016                      | [ 48 ] [ 49 ] [ 50 ] [ 51 ] |

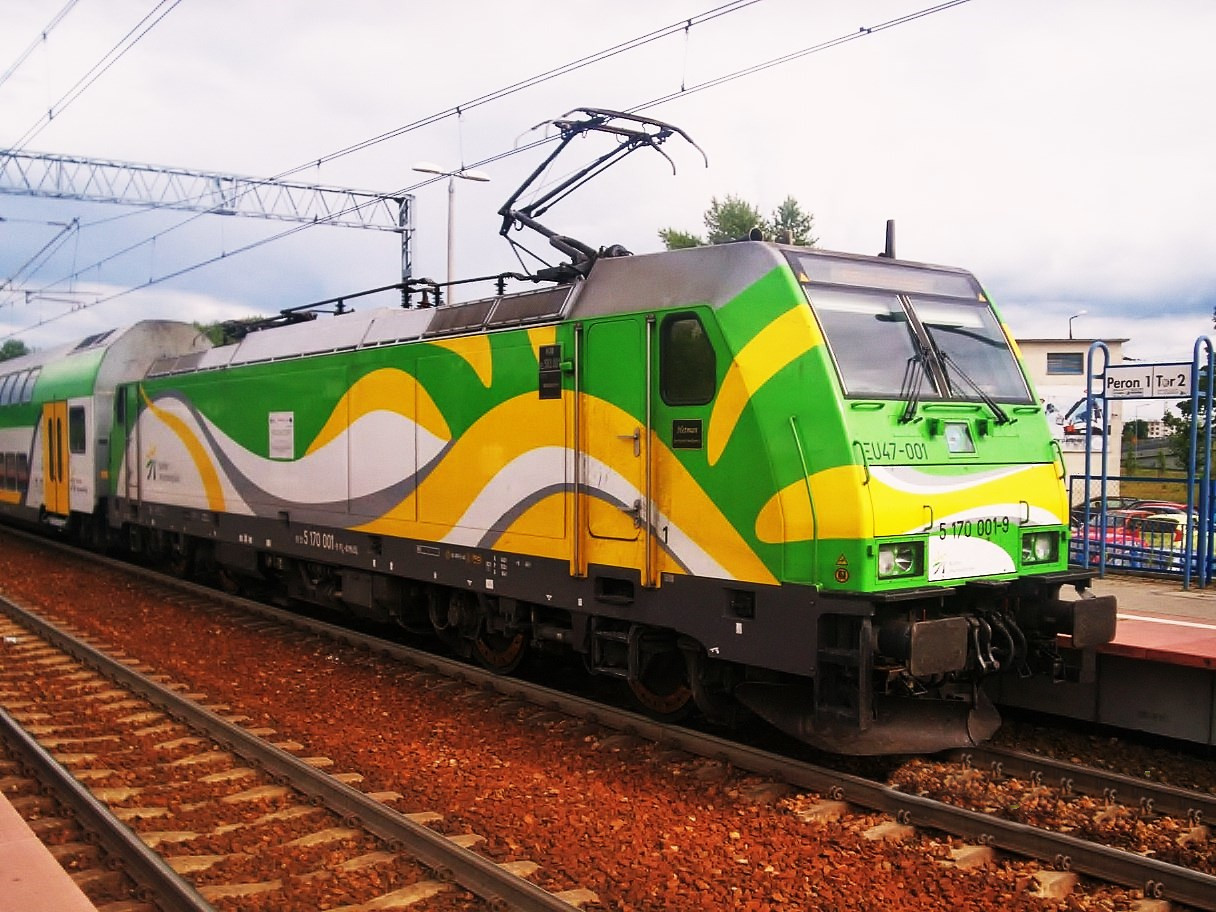
EU47 Hetman
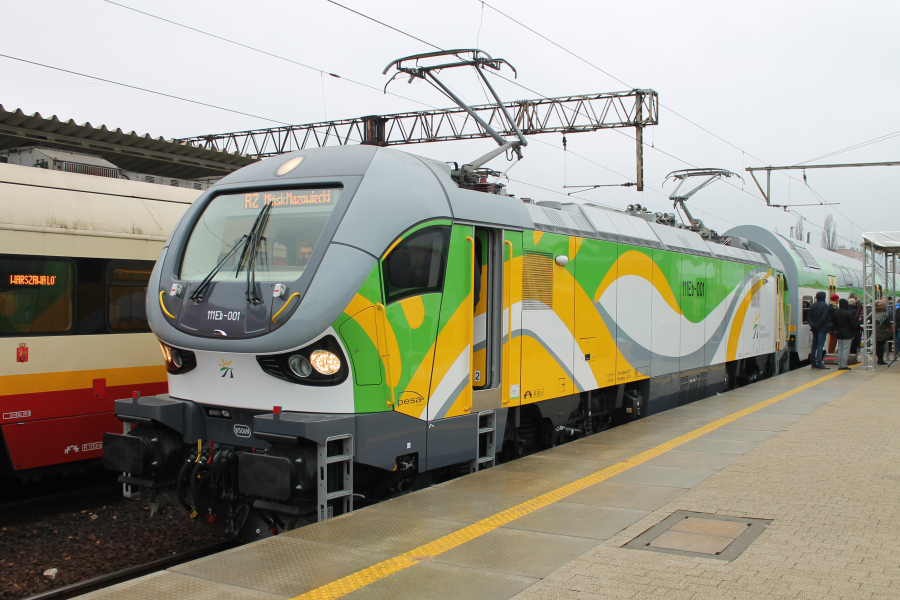
111Eb Gama

### Wagony piętrowe
| Pojazd            | Liczba sztuk | Producent  | Rok wprowadzenia do ruchu |                             |
| ----------------- | ------------ | ---------- | ------------------------- | --------------------------- |
| ABpbdzf Twindexx  | 11           | Bombardier | 2008                      | [ 81 ]                      |
| Bmnopuxz Twindexx | 26           | Bombardier | 2008                      | [ 47 ]                      |
| 316B Sundeck      | 2            | Pesa       | 2016                      | [ 48 ] [ 49 ] [ 50 ] [ 51 ] |
| 416B Sundeck      | 20           | Pesa       | 2016                      | [ 48 ] [ 49 ] [ 50 ] [ 51 ] |

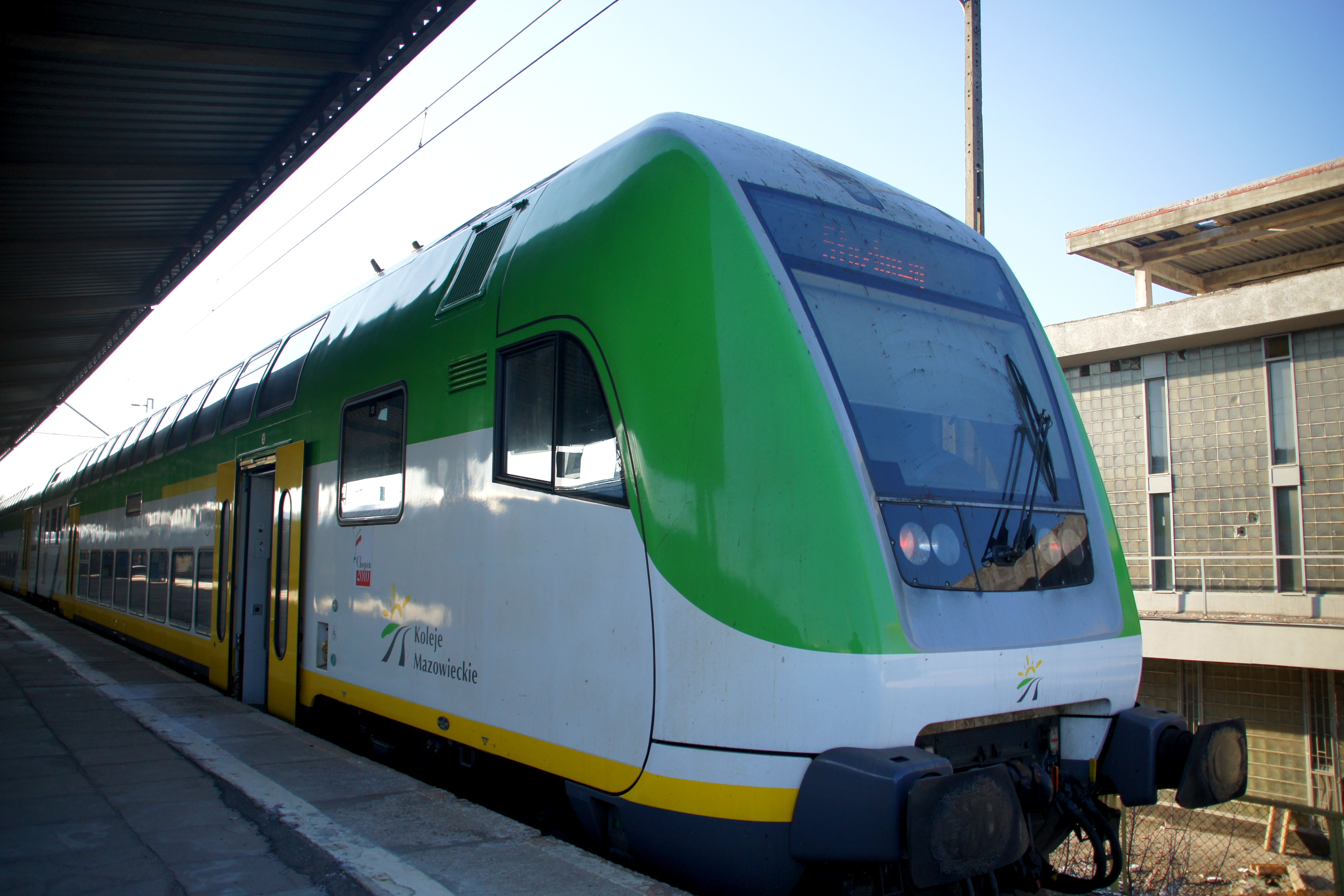
ABpbdzf Twindexx
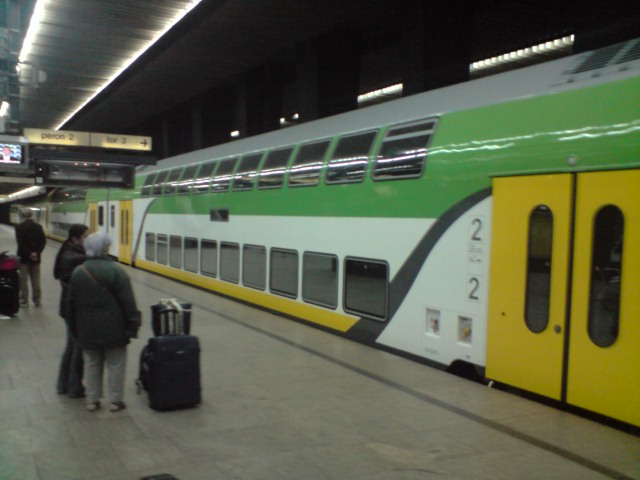
Bmnopuxz Twindexx
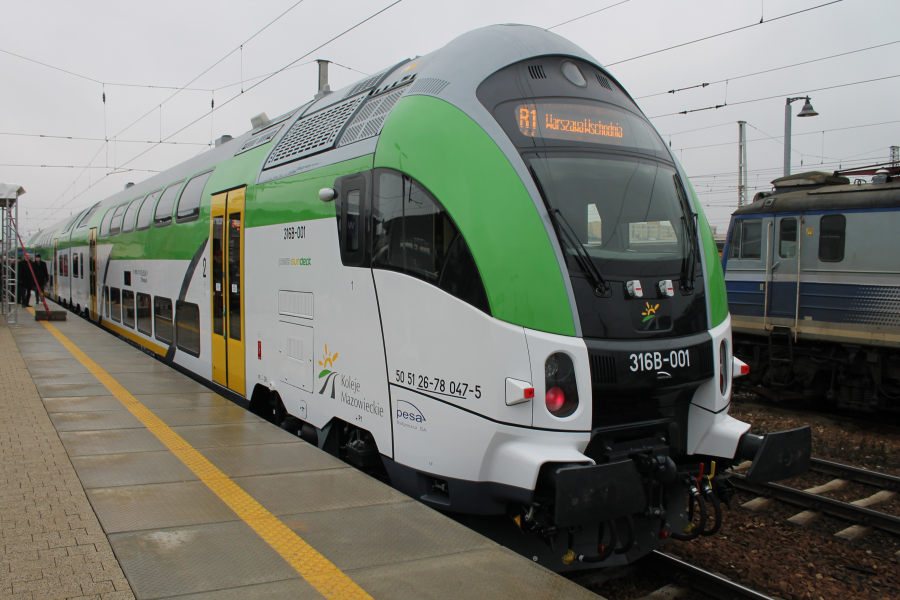
316B Sundeck
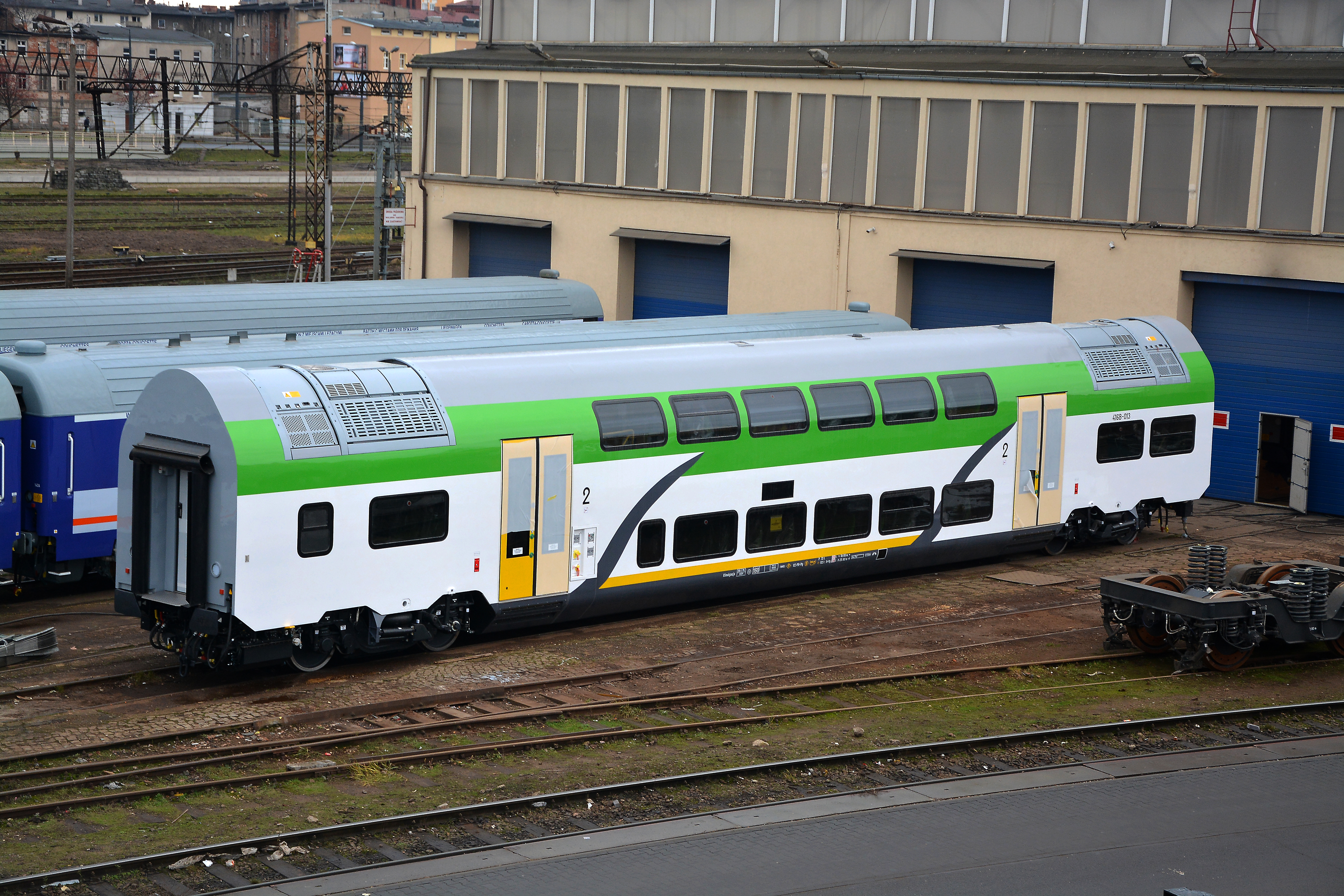
416B Sundeck

### Tabor eksploatowany w przeszłości
| Pojazd         | Liczba sztuk | Producent   | Modernizator            | Lata eksploatacji |                      |
| -------------- | ------------ | ----------- | ----------------------- | ----------------- | -------------------- |
| EU07           | 13           | Pafawag HCP | –                       | 2008–2011         | [ 82 ] [ 83 ] [ 84 ] |
| Düwag Wadloper | 1            | Duewag      | –                       | 2010–2011         |                      |
| EN57KM         | 5            | Pafawag     | ZNTK „Mińsk Mazowiecki” | 2007–2013         | [ 38 ]               |

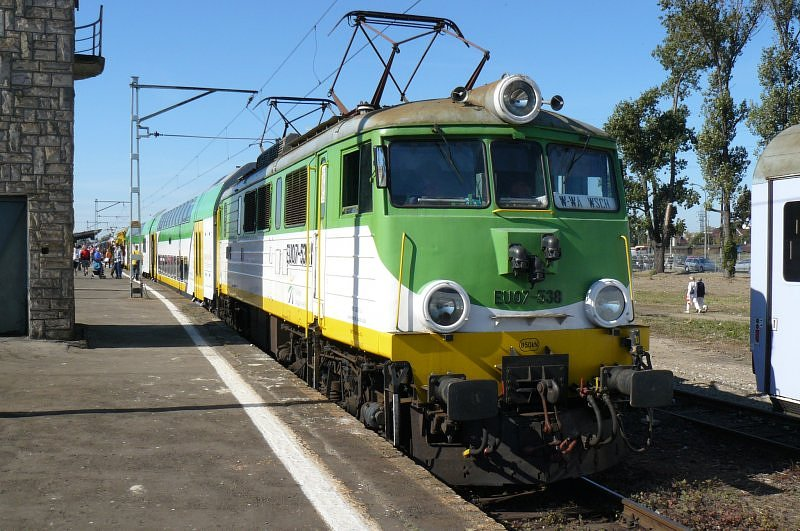
EU07
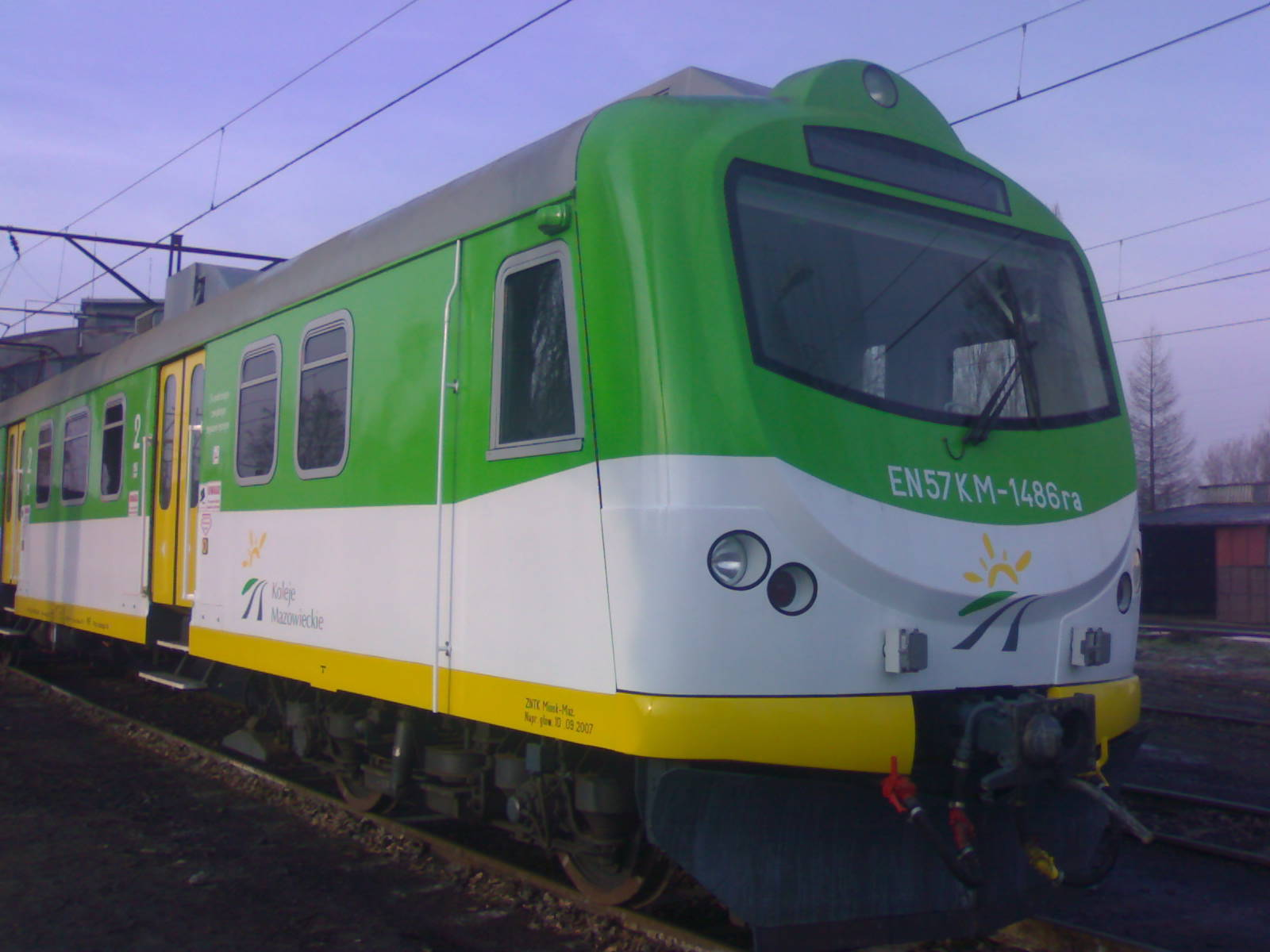
EN57KM

## Prezesi
| Od              | Do              | Osoba                 |               |
| --------------- | --------------- | --------------------- | ------------- |
| 2004            | 2009            | Halina Sekita         | [ 86 ]        |
| 2009            | 2009            | Jakub Majewski        | [ 86 ]        |
| styczeń 2010    | 27 czerwca 2017 | Artur Radwan          | [ 87 ]        |
| 27 czerwca 2017 | 31 lipca 2017   | Czesław Sulima (p.o.) | [ 87 ] [ 88 ] |
| 31 lipca 2017   | nadal           | Robert Stępień        | [ 88 ]        |